# 117e régiment d'infanterie (France)
Pour les articles homonymes, voir 117e régiment.
Le 117e régiment d'infanterie (117e RI) est un régiment d'infanterie de l'Armée de terre française créé sous la Révolution à partir de la 117e demi-brigade de première formation.

## Création et différentes dénominations
- 26 germinal an II (15 avril 1794) : création de la 117e demi-brigade d'infanterie de ligne de première formation.
- 16 mars 1796 : dissolution
- 21 août 1808 : création du 117e régiment d'infanterie de ligne à Haro en Espagne.
- 12 mai 1814 : le régiment est licencié
- Lors de la réorganisation des corps d'infanterie français en 1820, le 102e régiment d'infanterie de ligne n'est pas recréé, son numéro reste vacant jusqu'en 1870.
- 1er novembre 1870 : création du 117e régiment d'infanterie de ligne
- 24 mars 1871 : dissolution
- 1er mai 1872 : création du 117e régiment d'infanterie de ligne.
- 1914 : lors de la mobilisation, il donne naissance au 317e régiment d'infanterie
- 6 juin 1940 : le régiment est dissous à Saint-Yrieix dans la Creuse.
- Le 16 janvier 1945 : un bataillon renaît à Poitiers par les biais des FFI.
- Le 31 octobre 1945 : dissolution du bataillon
- Créé le 16 avril 1956 à l'occasion du rappel de la classe 1953, il fait partie de la première tranche des unités en vue du rétablissement de l'ordre pendant sept ans en Algérie
- 1er janvier 1963 : 6e dissolution du 117e dont les 1er et 2e bataillons sont intégrés au 41e RI au camp de la Lande d'Ouée et le 3e constituent une partie du 126e RI de Brive-la-Gaillarde.
- Créé le 1er septembre 1963 par simple changement de dénomination du 2e bataillon du 41e RI émanant lui-même du II/117e le 1er février 1963.
- Le 117e BI devient le 117e régiment d'infanterie le 1er mars 1964 et stationné au quartier Mac Mahon de Rennes (P.C. et C.C.S.), et au camp de la Lande d'Ouée (1er et 2e compagnies. Groupement d'instruction).
- 1er juillet 1968 : dissolution. La majeure partie de ses cadres et de ses unités serviront à la constitution du 41e RI d'un type nouveau
- 1970 : devient régiment de réserve des forces du territoire. Fait partie depuis cette date des unités mobilisables
- 9 août 1972 : le drapeau rejoint la caserne Chanzy au Mans
- Mis sur pied jusqu'en 1978 par le C.M. 117[Quoi ?] (caserne chanzy) au Mans.
- Le 1er janvier 1979 le régiment entre dans la composition de la 109e division d'infanterie : division dérivée par la 9e division d'infanterie de marine
- Le 117e, composé à 85 % de réservistes, est, depuis 1979, basé au sein du 2e RIMa corps dérivant. À la caserne Chanzy depuis 1980, il sera implanté au camp d'Auvours dans le courant de l'année 1990
- En 1986, la 109e DI est restructurée en 109e brigade de zone
- En 1992 dans le cadre du plan « Armée 2000 » en 109e brigade régionale de défense
- 11 décembre 1993 : au quartier Foch de Rennes, le chef de corps du 117e, le lieutenant-colonel Loridan, remet le drapeau au général commandant la 109e brigade régionale de défense
- 1er janvier 1994 : 8e dissolution officielle du 117e régiment d'infanterie

## Chefs de corps
Il y eut 53 chefs de corps dans l'histoire du régiment :
- 2 avril 1794 : Chef de brigade Daurier
- de 1796 à 1808 le no 117 est vacant
- 23 novembre 1808 : colonel Louis Benoît Robert
- Juillet 1811-2e semestre 1814 : Colonel Jean François de Sales Matis[2]
- de 1814 à 1872 le no 117 est vacant
- 1er novembre 1870 : Lieutenant-colonel Montaru
- 20 novembre 1870 - 24 mars 1871 : Lieutenant-colonel Galland
- 1er mai 1872 - colonel Godefroy de Waldner de Freundstein
- 1877 - colonel Frandin de Liniéres
- 1880 - colonel Paul Edouard Arnoux[3]
- 1880 - colonel Hugot
- 1884 - colonel Voutey
- 1887 - colonel Jules Pierre Marie Prudence Jollivet[4]
- 1889 - colonel Jacques Joseph Vincent Varloud[5]
- 1890 - colonel Chaumont
- 1895 - colonel Sébastien Marie René Terrillon
- 1895 - colonel Boutan
- 1903 - colonel Gens Alfred Séraphin Barrès
- 1909 - colonel Chenot
- 1913 - colonel Jullien
- Octobre 1914 - Lieutenant-colonel Mercier du Paty de Clam
- Octobre 1914 - Lieutenant-colonel Bizard
- Octobre 1916 - colonel Pageot
- 27 novembre 1917 - Lieutenant-colonel Verignon
- 21 février 1919 - Lieutenant-colonel Guitton
- 24 août 1919 - Lieutenant-colonel Bernard
- 21 avril 1920 - colonel Passerieux
- 29 novembre 1921 - colonel Lagarde
- 26 juin 1925 - colonel Beringer
- 25 mai 1928 - colonel Reboulleau
- 25 décembre 1930 - colonel Dutreux
- 23 janvier 1933 - colonel Boutignon
- 31 décembre 1934 - colonel Haga
- 1938 - colonel Boyer
- Février 1939 - colonel Chalon
- 29 mai 1940 - commandant Cordonnier
- 16 janvier 1945 - Lieutenant-colonel Geromini
- 31 octobre 1945
- 1er avril 1956 - Lieutenant-colonel Lemaigre
- 14 mars 1957 - Lieutenant-colonel Saut
- 5 mai 1957 - colonel Pechaudra
- 27 février 1959 - colonel Pin
- 1er mars 1961 - colonel de Froment
- 1er septembre 1961 - colonel Faig
- 10 juillet 1962 - Lieutenant-colonel Desbiens
- 1er janvier 1963
- 1er septembre 1963 - Chef de bataillon Berthaud (117e B.I)
- 5 mars 1964 - Lieutenant-colonel Coudurier
- 15 juin 1964 - 24 juin 1966 - colonel de Badts de Cugnac
- 15 juillet 1966 - colonel Bahezre de Lanlay *Yan de Lanlay
- 30 juin 1968
- 1970 - Lieutenant-colonel Petit
- 1975 - colonel de Quatrebarbes
- 1979 - novembre 1982 - Lieutenant-colonel Daunay
- Novembre 1982 - juin 1987 - colonel Degan
- Juin 1987 - janvier 1990 - colonel de Montesson
- Janvier 1990 - janvier 1994 - lieutenant-colonel Loridan

## Historique des garnisons, combats et batailles du117eRI

### 117edemi-brigade de première formation(1794-1796)

#### Guerres de la Révolution et de l'Empire
La 117e demi-brigade d'infanterie de première formation est formée le 26 germinal an II (15 avril 1794) à Nice, quartier général de l'armée d'Italie, de l'amalgame des :
- 1er bataillon du 59e régiment d'infanterie (ci-devant Bourgogne)
- 2e bataillon de volontaires de la Côte-d'Or
- 1er bataillon de volontaires de la Haute-Loire

Elle est placée dans la division Mouret de l'aile droite, aux ordres de Masséna, et est commandée par le chef de demi-brigade Daurier.
L'armée d'Italie occupait alors dans le Var et le comté de Nice une ligne allant de Colmars et Entrevaux par Briglio à la Méditerranée.

L'année piémontaise tenait vis-à-vis d'elle les sommets et les passages des Alpes, et couvrait la route de Nice à Turin, en s'avançant dans la vallée de la Roya jusqu'à Saorge qu'elle avait retranché.
Le général en chef du Merbion reçut l'ordre de reprendre les hostilités suspendues pendant l'hiver et de préparer une expédition qui serait chargée de tourner par la droite la position de Saorge, après s'être emparée d'abord d'Oneglia, cette ville était le seul port qui restait au Piémont pour communiquer avec l'île de Sardaigne et avec la flotte anglaise qui lui fournissait des subsides; elle servait en outre de refuge aux corsaires qui entravaient le cabotage entre Gênes et les ports du midi de la France.
Le lendemain de sa formation, la 117e demi-brigade se rendait à Menton pour faire partie de l'expédition ordonnée, et dont le commandement avait été confié à Masséna.
 Le 6 avril, les troupes expéditionnaires se mirent en mouvement sur plusieurs colonnes. Le général Mouret, qui dirigeait la colonne de droite dont faisait partie la 117e, marcha sur Vintimille et vint coucher à Bordighera. Les représentants du peuple Robespierre jeune, Saliceti et Bonaparte accompagnaient la colonne.
Le 7 avril, le général Mouret continua sa marche en longeant la côte et arriva le 8 avril devant Oneglia. Les Piémontais occupaient en avant de la ville les hauteurs retranchées de Sainte-Agathe. On parvint, malgré les difficultés du terrain, à établir quelques pièces qui foudroyèrent les retranchements ennemis et permirent à un bataillon précédé d'éclaireurs de gravir les hauteurs et d'en repousser les défenseurs après une courte fusillade. Cet avantage obtenu, le général Mouret envoya des détachements fouiller les bois et la vallée, et partageant sa division en deux colonnes, il se mit à la tête de la première pour attaquer Oneglia de front, tandis que la seconde manœuvrait pour couper la retraite à sa garnison. Le feu de la ville ne fit qu'accélérer la marche des colonnes, qui y pénétrèrent presque sans pertes et forcèrent les Piémontais à se replier sur Ormea en abandonnant 12 pièces d'artillerie et des magasins de subsistances.
Le 9 avril, la 117e, après avoir laissé un bataillon à Oneglia, se dirigeait sur Pieve di Teco, où elle rejoignait Masséna qui y avait donné rendez-vous à toutes ses troupes.

Quelques jours plus tard Masséna franchissait les Alpes, descendait dans la vallée du Tanaro et s'emparait de Ponte di Nava (it), le 16 avril. Cette position, clé de la vallée du Tanaro, qui était très importante, avait été retranchée et était défendue par 2 500 Autrichiens. Attaqué, malgré les difficultés du terrain, avec la plus grande vigueur, l'ennemi eut à peine le temps de se défendre et de faire usage de son
artillerie, il fut culbuté sur Ormea où l'on entrait le 17 avril et où l'on ramassait 400 prisonniers et plusieurs pièces de canon. Le lendemain l'on poussait une pointe jusqu'à Garessio qui ouvrit ses portes à la première sommation. Des approvisionnements considérables et de toute nature y tombèrent au pouvoir de l'armée. L'attaque générale de la ligne de Saorge ayant été fixée pour la fin d'avril, Masséna fit évacuer Garessio et Ormea, et vint prendre ses positions de combat. Pendant qu'avec l'aile droite il allait faire effort sur la gauche ennemie en prenant Briga Alta pour objectif, le centre devait attaquer de front par Breglio, et l'aile gauche opérer dans la vallée de la Vésubie, vers les montages d'Inferno et de Rauss.
Le 26 avril, les colonnes d'attaque étaient toutes prêtes et à leur poste. Masséna occupait le mont Tanardo avec le 5e bataillon de grenadiers, les 1er et 2e bataillons de la 117e aux ordres du général Brûlé et le 1er bataillon de la 3e légère, les 1er et 2e bataillons de la 118e aux ordres du général Hammel.

Les Piémontais s'étaient avancés sur les hauteurs de la Marta et commençaient à se retrancher à portée de fusil de nos avant-postes.
Le général Brûlé reçut l'ordre de les en chasser, l'ennemi déploya toutes ses forces pour soutenir ses travailleurs, et l'affaire devint des plus vives. Mais tous ses efforts furent inutiles; il ne put se maintenir dans cette position et dut se retirer, laissant plus de 20 morts sur le terrain.

Le lendemain toutes les colonnes s'ébranlèrent à la même heure pour une attaque générale. Le général Brûlé traversa la montagne de la Marta, la côte de Sainte-Catherine, et réunissant ses efforts à ceux de la 118e, se porta contre une grande redoute ennemie située sur le mont Nave ou la Fel, à gauche du col Ardente, qui fut enlevée.
Le 3 mai, la 117e demi-brigade fut enlevée à la division de droite et appelée à Nice d'où elle partit pour Toulon, pour faire partie d'un corps de débarquement que l'on devait envoyer au secours de Bastia assiégé par les Anglais. La capitulation de cette ville, arrivée quelques jours après, suspendit l'expédition.
Le 24 mai, le bataillon de Montélimar et les 10e et 11e bataillons de la Drôme étaient encadrés dans la « 117e » et portaient sa force à 3 235 hommes. La 117e revint à Nice le 16 juin, après avoir laissé en route le 3e bataillon pour occuper les îles de Lérins (Sainte-Marguerite et Saint-Honorat). Le 1er bataillon restait à Nice, et le 2e bataillon était divisé entre Villefranche et Monaco.
Le 5 décembre 1794, les trois bataillons de la 117e quittent Monaco, Villefranche, Nice et l'île Sainte-Marguerite, et sont dirigés sur Toulon où ils sont cantonnés dans les villages voisins.
Le 13 mars 1795, la 80e et la 117e, sont mises à la disposition du général Bizanet nommé commandant de place de Toulon, pour maintenir l'ordre et la tranquillité de la ville contre des projets factieux.

Le 3 et le 5 juillet 1795, la demi brigade se trouve aux combats de Termini et de Viozenna (it).

Le 5 juillet 1795 elle se trouve au combat de la Rocca-Barbena (it)

Le 24 août elle participe au combat de Limone

Les 24 et 25 novembre, la demi-brigade participe à la bataille de Loano

Le 19 septembre, elle se trouve au combat de Borghetto

Le 19 septembre elle combat à Castellaro

Les 22 et 23 novembre, la demi-brigade participe à la bataille de Loano

Le 26 novembre, elle est aux combats de Garessio et de Spinarda (it)
Les premiers mois de 1796 furent employés à mettre à exécution les ordres du Directoire qui, par arrêté en date du 6 janvier 1796, avait réduit le nombre de demi-brigades à 110 et celui des demi-brigades légères à 30.

La force de l'armée d'Italie ayant en même temps été fixée à 14 demi-brigades de ligne et à 2 légères, les demi-brigades primitives durent être fusionnées ensemble pour former les nouveaux corps, dits demi-brigades de deuxième
formation.

Les 70e, 117e et 152e demi-brigades de première formation, appelées par le sort à former un de ces corps, étaient amalgamées le 16 mars 1796 et constituaient la 75e demi-brigade de deuxième formation.
Lors de la réorganisation des corps d'infanterie français de 1796 la 117e demi-brigade n'est pas reformée. Le numéro disparait jusqu'en 1808.

### 117erégiment d'infanterie de ligne(1808-1814)

#### Guerres de la Révolution et de l'Empire
21 août 1808 : Création du 117e régiment d'infanterie de ligne à Haro en Espagne avec les 9e et 10e régiments provisoires de l'armée d'Espagne.
- 1808 :
  - Bataille de Tudela
- 1809 :
- 21 février 1809 : le 117e rentre en tête dans Saragosse et c'est le début de hauts faits d'armes.
- 1810 :
  - Lérida
- 1811 :
  - Tarragone

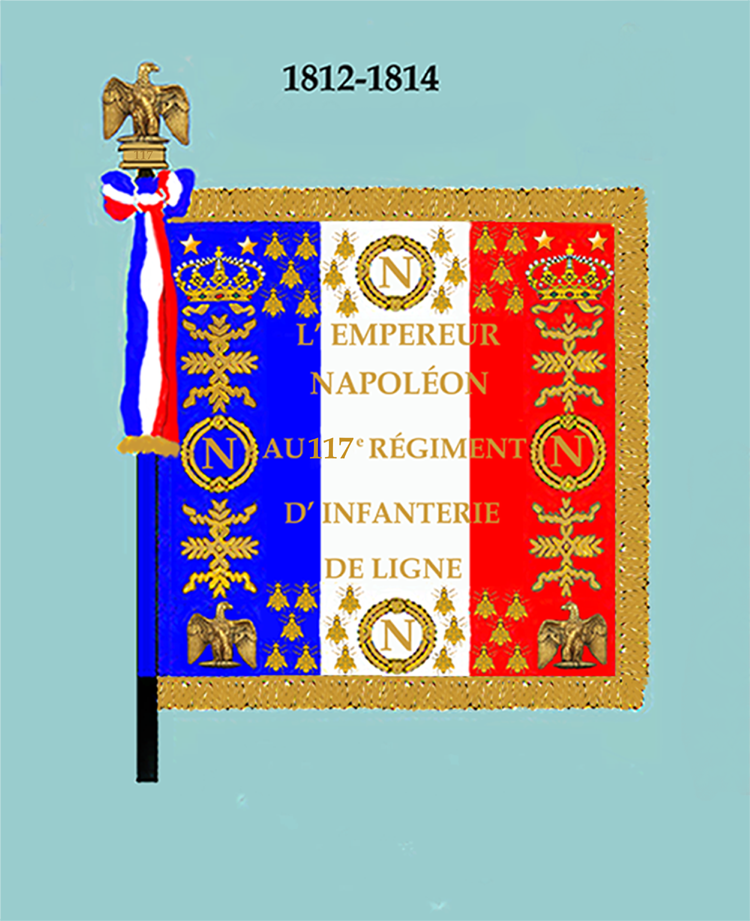
Drapeau modèle de 1812 (avers)
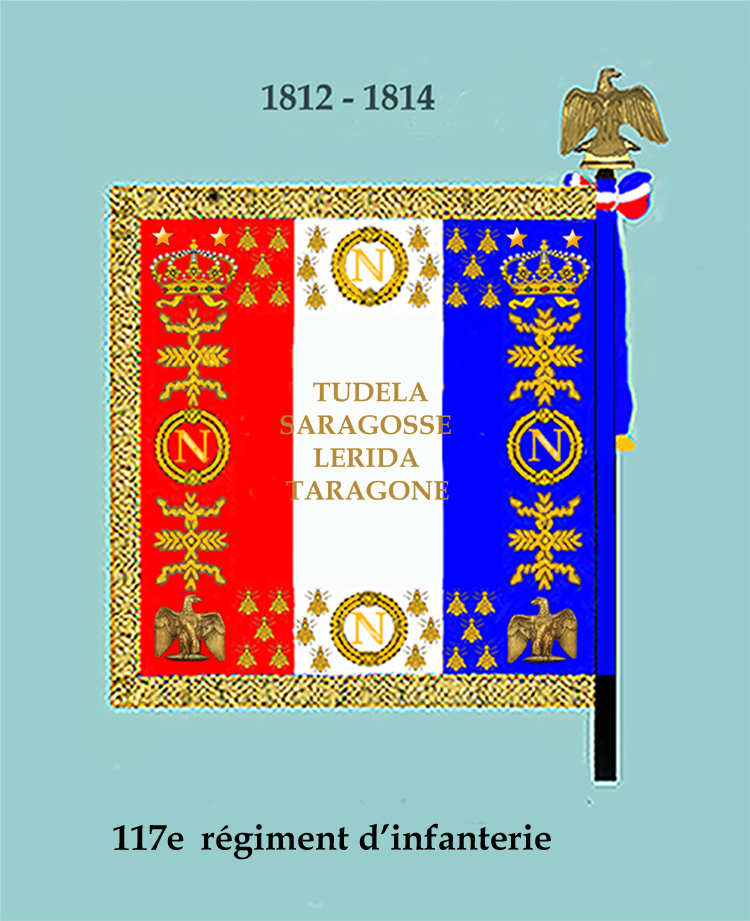
Drapeau modèle de 1812 (revers)

- 1814 : Guerre d'indépendance espagnole
  - 27 février : bataille d'Orthez

Le 12 mai 1814, le 117e régiment d'infanterie de ligne est licencié, et conformément à l'article 5 de l'ordonnance du 12 mai 1814 :
- Les 1er, 2e, 3e et 6e bataillons sont amalgamés, à La Rochelle, dans le nouveau 71e régiment d'infanterie de ligne ancien 82e régiment d'infanterie de ligne
- Le 4e bataillon est amalgamé, à Montlouis, dans le nouveau 70e régiment d'infanterie de ligne ancien 81e régiment d'infanterie de ligne
- Les 5e et 7e bataillons sont amalgamés, à Toulouse, dans le nouveau 69e régiment d'infanterie de ligne ancien 79e régiment d'infanterie de ligne

Son numéro reste vacant jusqu'en 1870

### 117erégiment d'infanterie de ligne(1870-1871)

#### Siège de Paris
Par décret du gouvernement de la Défense nationale en date du 28 octobre, prescrivant que les trente neuf régiments de marche d'infanterie prendront la dénomination de régiments d'infanterie de ligne et les porteront numéros 101 à 139, le 17e régiment de marche devient le 1er novembre 1870 le 117e régiment d'infanterie de ligne.

Il fait partie de la 2e armée de Paris, 2e corps d'armée, 1re division, 2e brigade. 
Le 20 novembre, le lieutenant-colonel Galland est nommé au commandement du régiment.

Le 27 novembre, le 117e quitte Clichy, traverse Paris, en sort par la porte de Saint-Mandé et vient camper entre cette ville et Charenton, en arrière du bois de Vincennes.

Le 29 novembre, il part de Saint-Mandé à trois heures du matin, pour aller passer la Marne en avant de la redoute de la Faisanderie, mais une crue de la rivière ayant empêché d'établir les ponts de bateaux, la division regagne son camp, qu'elle lève à midi, pour aller bivouaquer dans les bois, tout près de Nogent-sur-Marne.

Le 30 novembre, c'est de là que part le 117e de ligne par la grande route de Strasbourg, pour passer la Marne à Créteil, au Moulin-Neuf. Ce jour même, la division est appelée à faire une diversion sur Montmesly, près de Bonneuil, pendant que l'armée attaque Champigny et Brie-sur-Marne.

Au combat de Montmesly, livré par la division Susbielle, le 117e, qui a quitté Créteil vers neuf heures du matin, se présente avec une ligne de bataille formée en colonnes de division. Le 1er bataillon est à gauche de la route de Bâle et forme l'extrême gauche de la division. Le 2e bataillon à droite, sa gauche appuyée à la route et le 3e bataillon sur les pentes de la hauteur, formant la droite de la ligne. Lorsque l'artillerie a fortement battu les hauteurs de Montmesly, le 117e se porte en avant avec toute la division. Le 1er bataillon enlève les retranchements de l'ennemi et le petit bois
à gauche de la roule de Bâle, le 2e bataillon s'empare d'une barricade qui coupe la route, et le 3e bataillon agit contre la tranchée ennemie qui borde la crête du plateau. La 1re brigade, qui occupe la droite de la ligne de bataille, menacée sur son flanc droit d'un mouvement tournant par les troupes prussiennes qui arrivent en toute hâte de Versailles au carrefour Pompadour, est obligée de reculer. Le 117e, sur le point d'être complètement tourné lui-même sur son flanc droit, attaqué sur son flanc gauche par les Wurtembergeois, du côté de l'île Barbière, se conforme au mouvement général de retraite et rentre en bon ordre à Créteil et campe à l'endroit où il s'est massé le matin. Dans cette rude journée du 30 novembre 1870, le 117e régiment de ligne a eu 487 sous-officiers, caporaux et soldats tués, blessés ou disparus.
Le 2 décembre au malin, le 117e, marchant au canon, quitte Créteil, repasse la Marne au Moulin-Vieux et à Joinville-le-Pont, se porte sur Champigny et relève dans le village le 42e de ligne, qui venait d'être cruellement éprouvé. Il combat jusqu'à la nuit, de maison en maison, en perdant 3 hommes sont tués et 16 hommes blessés.

Le lendemain, toute l'armée, menacée par des renforts imposants de l'ennemi, repasse la Marne à la faveur d'un brouillard épais.

Le régiment quitte ses positions, bat en retraite en échelons par bataillon, franchit la rivière et regagne son camp de Saint-Mandé. Le 5 décembre, il est logé dans les maisons de là ville. Le 7 décembre il traverse Paris, de la porte de Charenton à celle de Clichy, et va prendre cantonnement dans Levallois-Perret.
Le 21 décembre, il part d'Aubervilliers par la route de Flandre, tourne le fort et vient à travers champs se masser derrière la ferme du Petit-Drancy, pendant que les marins et le 134e régiment d'infanterie attaquent sans succès le Bourget, il assiste en réserve au combat. Le soir il bivouaque sans feu, par 15 degrés de froid, à la Croix-de-Flandre.
Le 22 décembre, le 117e est cantonné à Aubervilliers et fournit jusqu'au 25 décembre des travailleurs aux tranchées en avant de la Croix-de-Flandre.
 
Le 26 décembre il revient à Levallois-Perret.
 
Le 27 décembre, il est rappelé précipitamment à Aubervilliers par le bombardement des forts de l'Est, et reste cantonné dans ce village jusqu'au 17 janvier 1871, fournissant des compagnies de corvée et des bataillons de garde aux tranchées du Bourget.
Le 17 janvier 1871, le 117e retourne à son cantonnement de Levallois-Perret, pour en repartir le 19 et se rendre à Rueil par le pont du chemin de fer d'Asnières, Courbevoie et Nanterre. Au sortir de cette dernière ville, il longe le chemin de fer de Saint-Germain et prend position près de la station de Rueil, formant l'extrême droite de notre ligne de bataille.

Le 1er bataillon et les deux premières compagnies du 2e bataillon occupent les maisons qui de Buzenval bordent le chemin menant de Rueil à la station du chemin de fer. Les quatre autres compagnies du 2e bataillon restent en soutien auprès d'une batterie d'artillerie, et le 3e bataillon, tout entier en réserve, s'abrite dans une tranchée naturelle. Au combat de Montretout, le 117e a 2 hommes tués et 7 blessés.
Le 20 janvier, à deux heures du matin, le régiment quitte ses positions et revient à Levallois-Perret.
Le 22 janvier, il est de piquet contre l'émeute au palais de l'Industrie.
Le 29 janvier, le régiment rentre dans Paris par suite de l'armistice, pour être baraqué à Courcelles-Wagram.
Le 14 février, le 117e verse ses armes en vertu des clauses de la convention du 28 janvier, les officiers conservent leurs sabres.
Le 15 mars, il part à pied pour Évreux avec quatre jours de vivres, en passant par Saint-Germain, Mantes, Pacy-sur-Eure.
Le 24 mars 1871, le régiment est licencié et son personnel est versé dans le 17e régiment d'infanterie à Foix.
Dans la campagne de 1870-1871 contre l'Allemagne, le 117e régiment d'infanterie de ligne a pris part à six combats livrés sous Paris : Châtillon, Bagneux, Montmesly, Champigny, le Bourget et Montretout.
 Ses pertes par le feu s'élèvent à 30 officiers et 671 sous-officiers, caporaux et soldats tués, blessés ou disparus.

### 117erégiment d'infanterie de ligne(1872-1882)

#### De 1872 à 1914
Le 1er mai 1872 le 117e régiment d'infanterie de ligne est créé à partir du 17e régiment d'infanterie provisoire.
Le 1er juillet, le 4e bataillon part pour Saint-Cloud et le 16 septembre les quatre dernières compagnies de ce bataillon sont formées.
Le 12 mars 1872, le 4e bataillon quitte la garnison de Saint-Cloud et va s'installer au camp de Saint-Germain.
Le 10 juillet, le régiment, fort de trois bataillons, assiste à la grande revue passée sur l'hippodrome de Longchamp en l'honneur du shah de Perse Nassereddine Shah.
Un décret du 28 septembre 1873 ayant organisé l'année en 18 corps pour la France et un pour l'Algérie, et un décret du 29 septembre ayant ordonné la formation de 18 nouveaux régiments d'infanterie pour porter à 8 le nombre de régiments de chaque corps d'armée. Le 117e est classé dans le 4e corps d'armée, aux ordres du général Deligny.
Quelques jours après, les deux premiers bataillons viennent occuper la partie de l'enceinte comprise entre les bastions 17 et 29 (Ménilmontant, Belleville, La Villette). Le 3e bataillon et le dépôt restent au camp de Saint-Germain.
En 1881 le 2e bataillon participe à la campagne de Tunisie.
Le 9 mars 1882, le 2e bataillon est présent en Algérie, il s'installer au camp de l'Isly qu'il quitte en 1884.
Le 11 juin 1883, les autres bataillons et le P.C. du régiment sont présents au Mans où le régiment s'établit, de façon stable, à partir de 1900.
À la fin 1899, le 117e qui permutait régulièrement avec le 104e en sa garnison du Mans est définitivement attaché à la Sarthe avec un bataillon détaché à la Flèche.

### 117erégiment d'infanterie

#### Première Guerre mondiale

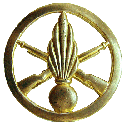
insigne de béret d'infanterie

- 1914 : affectation à la 16e brigade d'infanterie, de la 8e division d'infanterie, du 4e corps d'armée après quatre longues années de conflit ou le régiment s'illustre à maintes reprises.

Liste des affectations au régiment
- Au 4e Corps d'Armée en août 1914
- À la 8e division d'infanterie
  - 16e brigade

##### 1914
Virton, Harnoncourt, Lamorteau (Belgique), Dun, Montigny-devant-Sassey, la Première bataille de la Marne, de la Marne à la Somme Carlepont, Le Quesnoy en Santerre (La Marne), Carnoy et Montauban de Picardie (La Somme).
- baptême du feu pour le 117e RI le 22 août 1914[1]:

- Le 117e RI et le 115e, formaient la 16e brigade. La 16e brigade et la 15e brigade (124e RI, 130e RI) formaient la 8e division d'infanterie (8e DI). La 8e DI et la 7e formaient le 4e corps d'armée (4e CA) de la IIIe armée.
- Le 117e RI a connu le baptême du feu le 22 août 1914 à Houdrigny (Belgique) près de Virton. Le petit cimetière militaire d'Houdrigny mérite une visite.

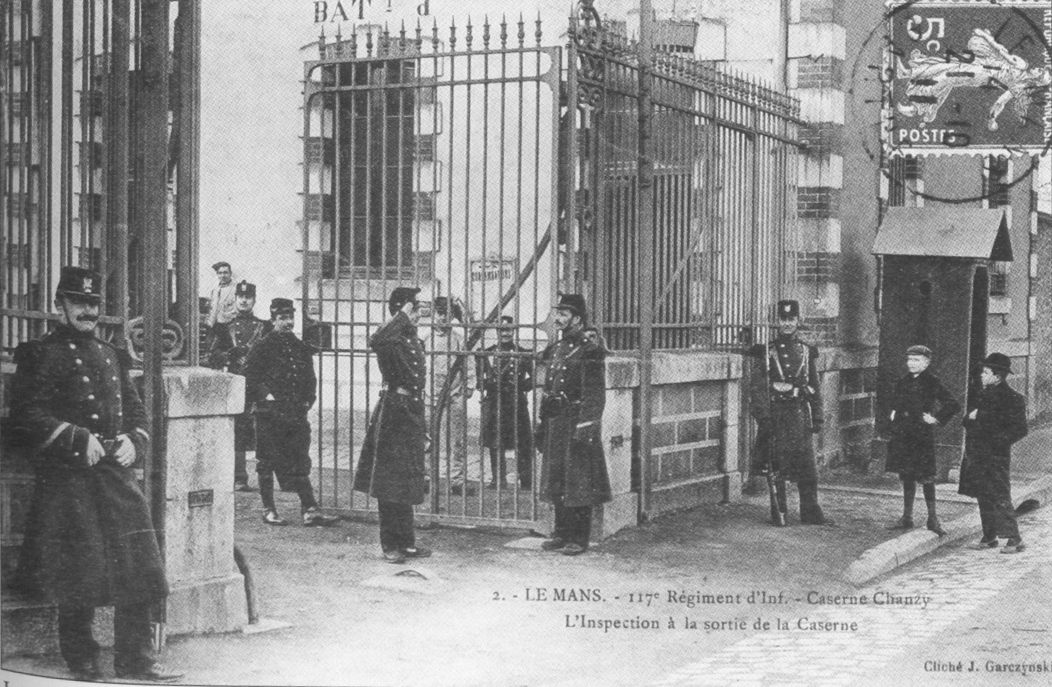
La caserne du 117 RI, restera encore longtemps dans la mémoire des Manceaux.
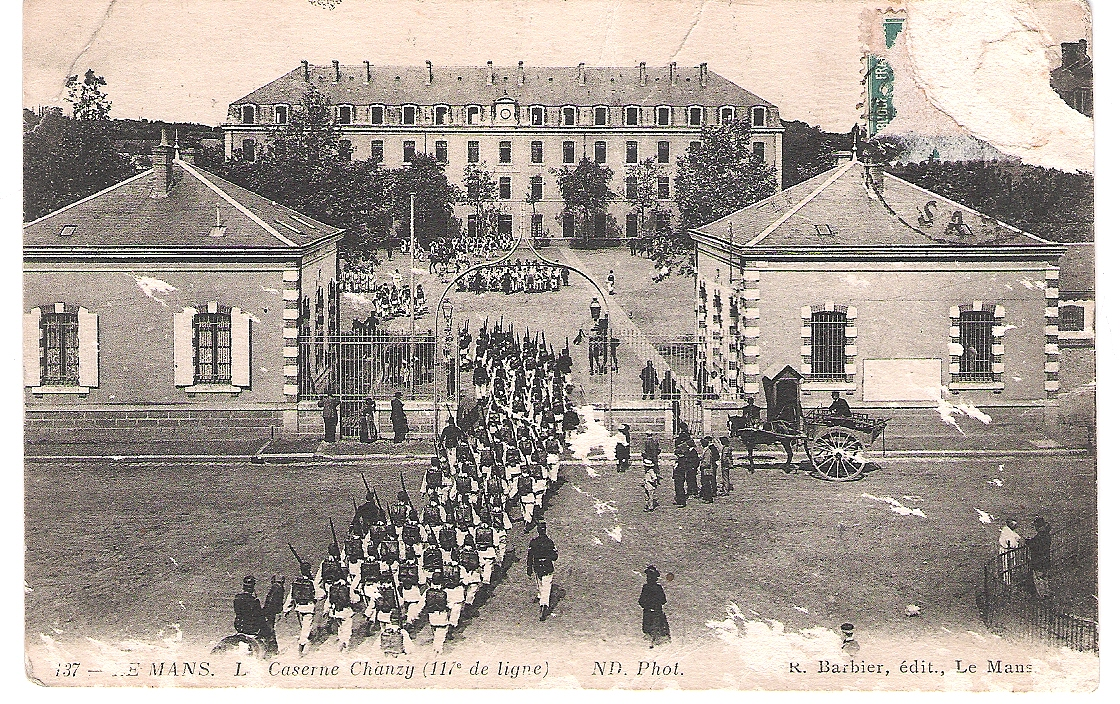
la veille du combat d'Houdrigny, le 21 août 1914, le 117e RI devait cantonner à proximité de Vittarville (où se trouvait le 124e RI) et de Delut le (115e RI). La 8e DI se mit en marche, et en fin d'après-midi le 117e RI atteignit Virton et Saint-Mard.
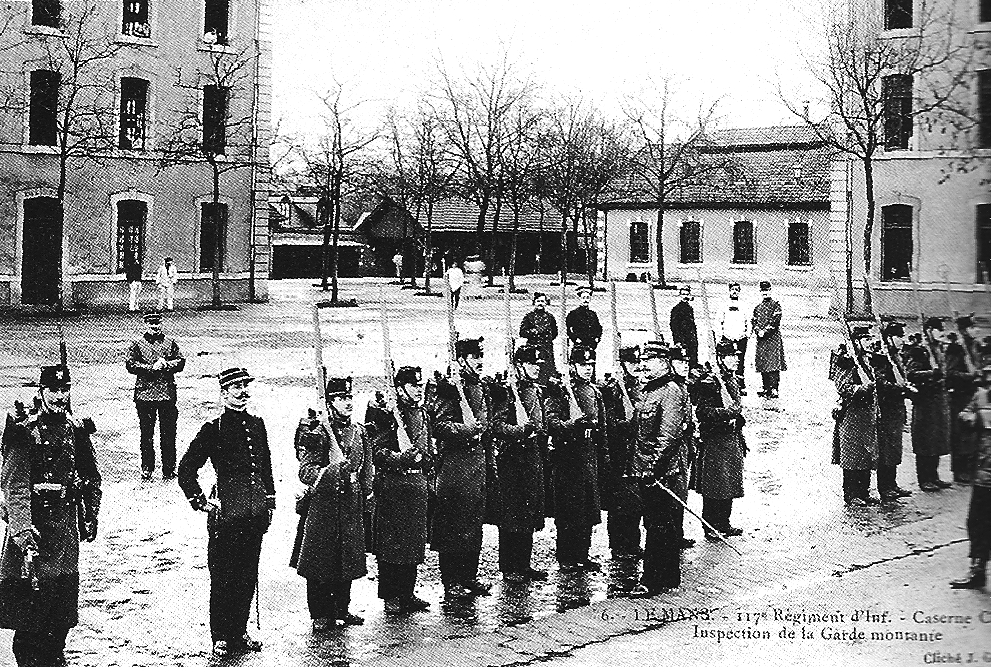
Inspection de la garde montante du RI.
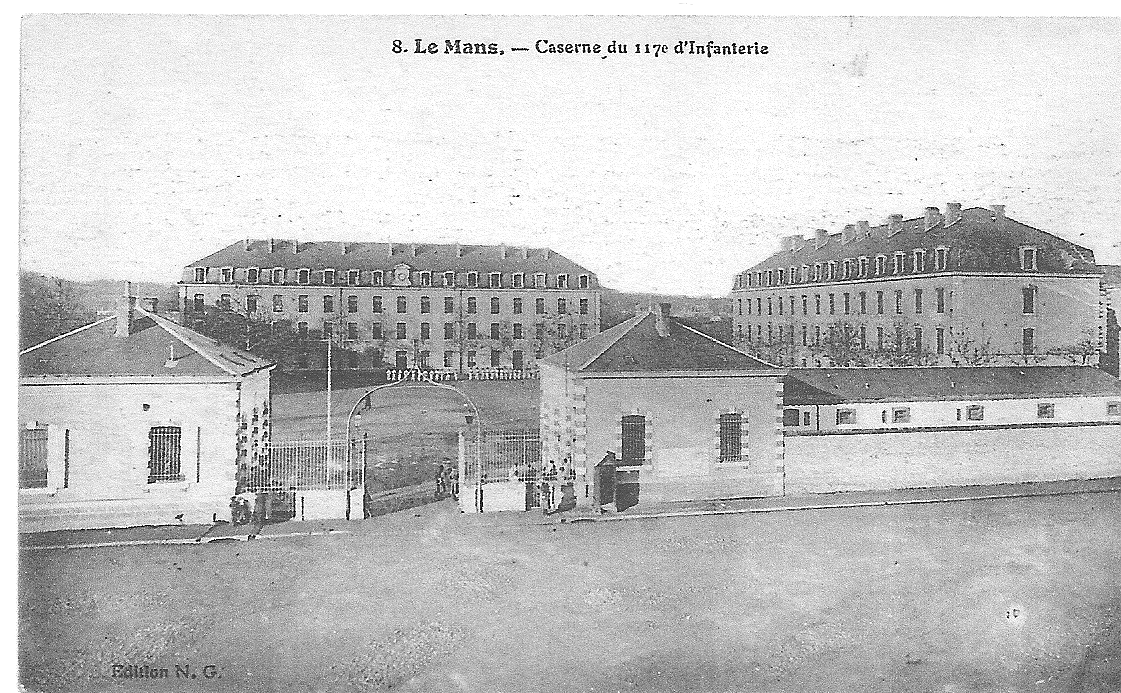
Caserne Chanzy le Mans, d'infanterie de ligne.
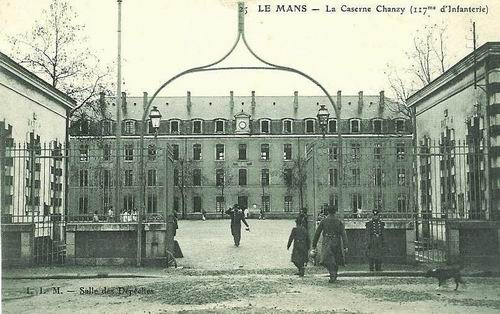
La sortie des soldats du RI.
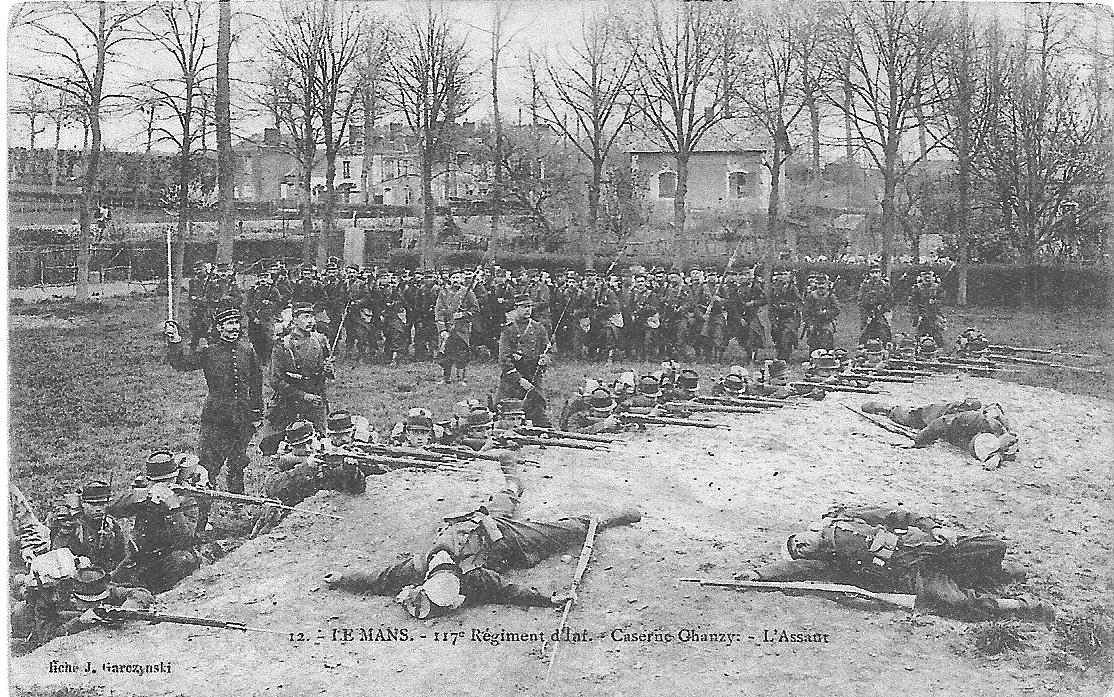
Exercice militaire du RI du Mans avant la grande guerre.
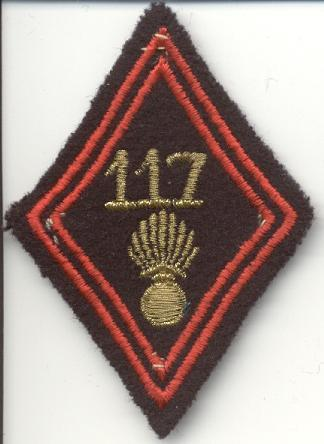
Écusson d'arme du RI.
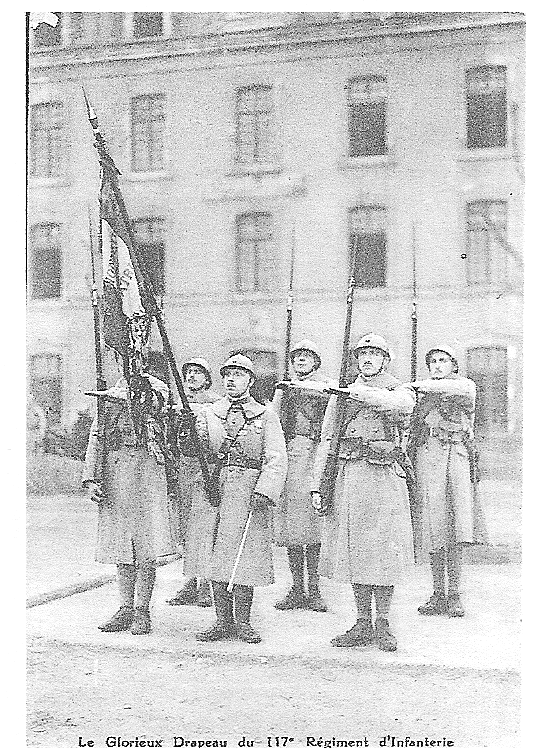
Garde du drapeau.

Du 29 octobre au 3 novembre 1914 de violents combats opposent le 4e Corps d’Armée Française aux troupes allemandes. Parmi les régiments français, les 115e, 117e, 317e et 315e régiments d’infanterie, composés de Sarthois, venus soit de Mamers (115e et 315e - réserve -) et du Mans (117e et 317e). Du Mans, ils vont à Virton en Belgique où le 22 août 1914, ils reçoivent le baptême du feu. Puis c'est la retraite vers Dun-sur-Meuse (combats de la ferme Jupille et de Doulcon). Pour le 117e RI, ce sont les combats de Montigny Sainte-Félicité le 31 août ou le régiment perdu la majorité des troupes sur place, seul trois soldat sont en vie au soir du 31. parmi eu le Soldat Eugène Cheriot blessée par balle et par un coup de baïonnette. Eugène Cheriot est fait prisonnier par la suite et envoyé au camp de prisonniers de Hammelburg plus tard modifié pendant la Seconde Guerre mondiale pour créer le Stalag XIII-C. puis les combats de Carlepont les 16, 17 et 18 septembre, de Caisne, Gutz, Hesdin, Roye, Liancourt, Etlon Fonchette, Goyencourt et La Cambuse. Après une attaque infructueuse sur Andechy, la zone de combat atteint Quesnoy-en-Santerre. Le 29, l’ordre est donné par le colonel Jullien d’enlever d’assaut Quesnoy-en-Santerre. Les 117e et 317e d’infanterie, ainsi que des éléments du 315e, s'attellent à la tâche, mais devant l'étendue des pertes, ne peuvent que s'arrêter à la route d'Amiens. Ce n'est que le surlendemain qu'ils prendront le village, à la baïonnette, après des corps à corps effroyables, obtenant, par son héroïsme, un ordre du colonel Jullien : "Merci à tous, du plus profond du cœur. Une fois de plus le 117e a justifié sa devise : En avant, toujours en avant !"
- Témoignages[7].

Le sergent Georges Lebourdais de la 12e compagnie du 117e RI
« Le 21 au soir, nous sommes arrivés à Virton et nous avons été accueillis avec enthousiasme par la population. Nous avons cantonné “au séminaire” dans des lits. C'était bon après des cantonnements dans la paille !
Les habitants nous ont signalé que les Allemands étaient sur les crêtes, qu'ils avaient repéré le terrain les jours avant, qu'ils venaient au ravitaillement dans la ville.
Le 22 au matin, rassemblement sur la place les habitants nous apportent des vivres, pain, beurre, café. »
Le soldat Auguste Hervé de la 10e cie du 117e RI
« J'ai été blessé vers 2h de l'après-midi. Nous avions mis baïonnette au canon. Je suis tombé nez à nez avec un Allemand aussi surpris que moi. Il se sauve et se plaque au sol.
Des mitrailleuses tirent. Je reçois une balle dans la cuisse. Un soldat m'a apporté à boire durant la nuit. Le dimanche matin, j'ai vu 3 ou 4 uhlans venant d'Houdrigny et se dirigeant vers Virton. J'avais toujours mon Lebel à côté de moi et l'idée m'est venue de tirer…
Plus tard, j'ai vu des charrettes et des hommes qui chargeaient les blessés et les morts. J'ai fait signe.
Deux civils m'ont renversé sur un brancard et ils m'ont porté jusqu'à Houdrigny… »

##### 1915
Champagne Perthes les Hurlus, Souain, La Main de Massiges.

##### 1916
Verdun (10 juillet au 2 août 1916). En Champagne (11 août au 18 août 1916), la butte du Mesnil.

##### 1917
En Champagne le 2 mai 1917- les Monts, Casque, Mont Cornillet, Saillant Vidalet… Le régiment quitte ces positions le 31 mai 1918.

##### 1918
le 16 juin la Seconde bataille de la Marne, entre Épernay et Château Thierry le village de Tincourt (ces combats vaudront au régiment d'être cité à l'ordre de l'armée), de la Champagne à la frontière, Mézières, Charleville ainsi que les faubourgs nord sur la rive de la Meuse.
Le 12 novembre 1918 à Charleville, le général Guillaumat, commandant la Ve armée, remet la croix de guerre 1914-1918 au drapeau du 117e. Par la décision en date du 30 novembre 1918 du Maréchal Pétain, commandant en chef des armées de l'est cite le régiment à l'ordre de l'armée, le droit au port de la fourragère aux couleurs du ruban de la Croix de guerre 1914-1918 lui est en outre accordé par ordre no 139 F.

#### Entre-deux-guerres
Du 15 au 20 août 1919 : retour du 117e RI au Mans.
Le 16 mai 1923, le régiment, commandé par le colonel Lagarde, quitte Le Mans dans la soirée pour rejoindre sa zone d'occupation dans la Ruhr. il débarque le 19 à Recklinghausen à 20 km au nord-ouest de Dortmund où il est chargé de la garde de divers postes dans le cadre des missions de la 47e division. De 1925 à 1928 le régiment comprend au Mans, caserne Chanzy, l'état-major, la C.H.R.[Quoi ?], les 1er et 2e bataillons. À Mamers, le 3e bataillon (caserne Gaulois).
Le 1er janvier 1933, le régiment compte 58 officiers, 210 sous-officiers, 1 395 caporaux et soldats, 1 603 hommes au total.

#### Seconde Guerre mondiale

##### 1939
La mobilisation générale intervient le 1er septembre 1939. Le 4 septembre dans les Ardennes, le 17 septembre au 13 octobre dans l'Aisne, le 13 octobre au sud-ouest de Mézières en position de défensive. La 13e compagnie de pionniers est à Villiers-le-Tourneur avec le 1er bataillon. Les 1er et 3e bataillons seront détachés ultérieurement. Le 10 novembre en Lorraine et dans la Sarre, en Haute-Alsace le 9 janvier 1940, dans la Somme le 17 mai.

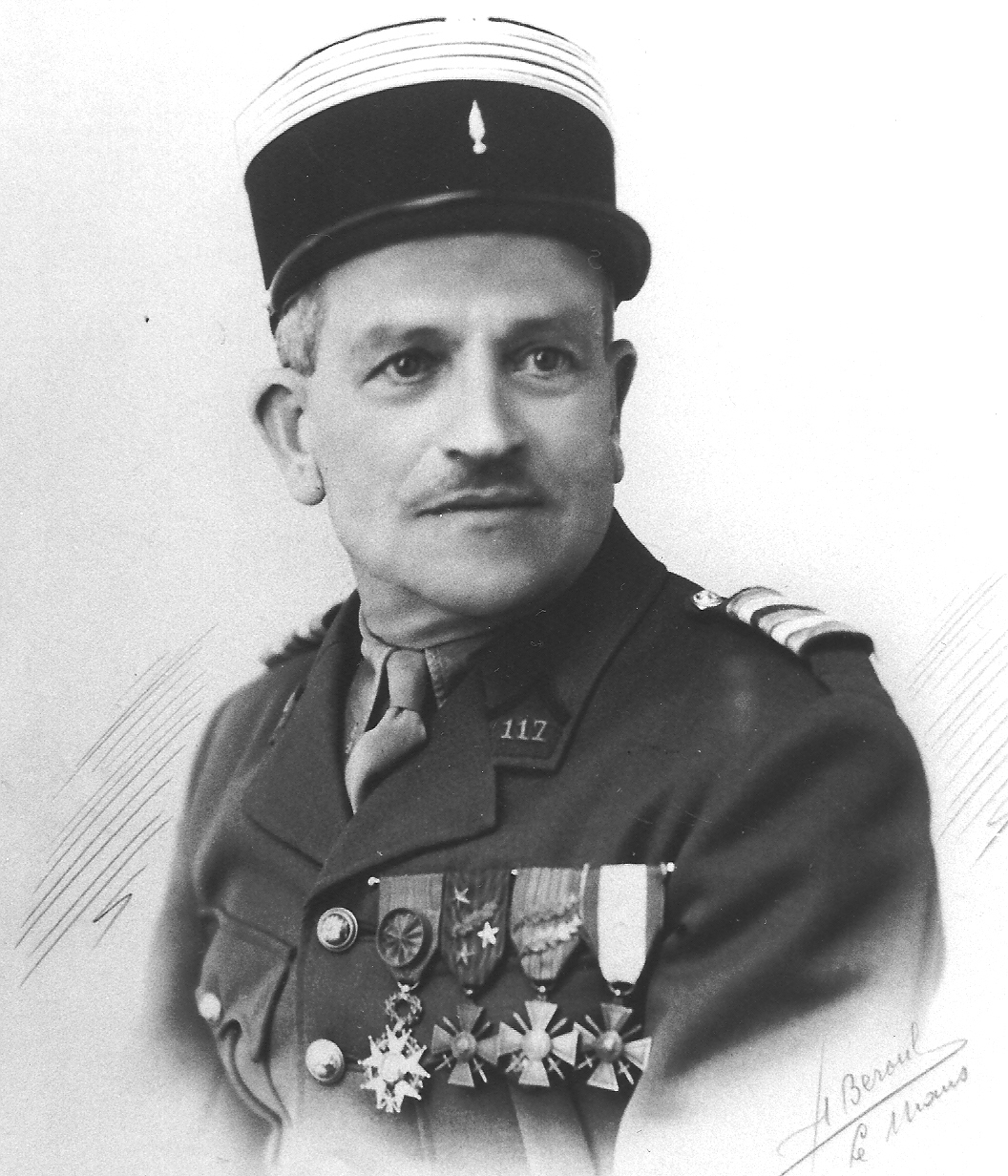
Théophile Marie Brébant, commandant le deuxième bataillon en 1939.

##### 1940
À la veille de la ruée massive des divisions de Panzer, le 117e RI occupait les positions suivantes au sud-sud-ouest de Péronne.
- Poste de commandement à Pressoir (Colonel Boyer jusqu'en février, Colonel Chalon jusqu'en mai 1940, Commandant Cordonnier)
- C.R.E. à Ablaincourt
- 1er Bataillon à Estrées-Deniécourt (commandant Pierret).
- 2e Bataillon à Berny en Santerre (commandant Brébant).
- 3e Bataillon à Belloy.

Dans la nuit du 4 et 5 juin 1940, l'artillerie allemande pilonne les positions françaises. L'attaque des blindés allemands débute à l'aube du 5 juin ; le 117e qui ne bénéficie de la protection d'aucun obstacle antichar naturel supporte presque tout le poids de l'attaque blindée axée sur Belloy, Estrées-Deniécourt, Berny-en-Santerre, Pressoir et Chaulnes.
Dès 3 h 30, après un redoublement des tirs de l'artillerie, le 117e voit arriver sur lui les vagues d'assaut de trois divisions blindées dont une de réserve. Les chars bombardent, mitraillent puis dépassent nos fantassins qui voient apparaître les motocyclistes, puis les éléments portés débarquant au plus près. Entre deux vagues de chars, les Stukas lancent leurs bombes en piqué. Les points d'appui et les centres de résistance sont neutralisés un à un après la destruction des lisières des villages par obus incendiaires. Obligées d'abandonner leurs emplacements en flammes, épuisées, encerclées, mitraillées, manquant de vivres depuis plusieurs jours, les unités du 117e se rendront, à court de munitions: certaines ne pourront résister qu'une demi-heure, la majorité tiendra jusqu'à la fin de la journée, le reste capitulera le 6 juin à l'aube. L'âpreté de la résistance opposée par le 117e vaut aux survivants emmenés en captivité l'hommage des Allemands : « Vos hommes ont combattu magnifiquement. »
Le 117e RI la 13e compagnie de pionniers et le 21e Bataillon d'instruction sont dissous à Saint-Yriex (Creuse) le 1er août 1940.
- Témoignage[8]« septembre 1939, déclaration de guerre, notre division la 19e dont mon régiment le 117e RI débarque à Rethel, cantonne à Hirson jusqu'au 9 novembre. Dirigé ensuite en Lorraine : Sarreguemines, Sarrebruck, un froid de moins 25 degrés nous oblige de scier la tambouille, le vin de glace, mission terminée le 8 janvier 1940. Le 8 mars, nous partons pour l'Alsace moins 23 degrés, 75 km à pied en 24 heures, le 117e RI s'installe à Ensisheim, Roggenhouse, Munchhouse. Un secteur important dont le terme est Mulhouse, confié à la 19e D.I. coups de main, corps franc de nuit chez l'ennemi. Ordre est donné d'abandonner la mission défensive sur le Rhin. Le 23 mai au petit jour, notre division d'élite se porte sur la Somme. Renfort du 22e régiment de Marche de Volontaires Étrangers, sur notre aile droite sous le regard admiratif de son colonel qui s'exclame, « Regarder voir ces Bretons… Ces Normands quelle unité », l'Allemand recule de plusieurs kilomètres, nos ailes très accrochées n'ont pas suivi ayant atteint la route d'Amiens ordre est donné de stopper sous peine d'encerclement. Le 28 mai une violente contre-attaque allemande sur le 2e bataillon tue en quelques instants près de cent cinquante de nos camarades dont notre lieutenant promu depuis peu capitaine. Gamelin généralissime est destitué en faveur du général Weygand espéré comme génial stratège. Ayant suivi le déroulement des opérations ordre est donné par lui, ne plus reculer, mourir sur place, afin qu'il lui soit possible de rattraper la situation. Depuis fin mai, les combats se font plus nombreux et violents soulevés du sol par les chutes d'obus, nous ne savons plus discerner s'ils sont français ou allemands. Le carnage trouve crescendo jour après jour ; le haut commandement allemand conscient de la valeur de ces unités françaises, met en place 190 divisions sur la Somme. Début juin, le ravitaillement en nourriture et armes se trouve anéanti, bien souvent par l'aviation ennemie, envoie au sol les rares chasseurs nous survolant. Ayant acquis la certitude que nous allons mourir, toute utilité des transmissions sont vaines. Quittant notre spécialité, chacun devient un combattant forcené, n'ayant pour objet faire mal à ceux d'en face. Les canons anti-char ne suffisent plus devant l'assaut des chars allemands (canons de l'artillerie fait avec nos 75 mm) une destruction incroyable chez les assaillants. Chaque tir détruit un matériel ennemi. Le 5 juin, un camarade ayant perdu l'usage d'une jambe, va se faire broyer par une vague de chars. L'adjudant Sacleux, du 117e fonce à son secours, stupeur, les chars allemands stoppent laissant cet acte héroïque s'accomplir. Ils reviennent parmi nous, le blessé est mort pendant ce transfert. En ce jour, apocalyptique la densité des bombardements terrestres et aériens, marquent ciel et soleil, nous sommes imprégnés d'une tenace odeur de poudre. Ce soir…, une nuit claire de juin, laisse apparaître sur le sol de petites tertres, ce sont les survivants, qui iront au bout de l'impossible, ayant pour voisin un camarade abattu. Forte de l'extermination de nos unités, la plus forte armée mondiale en ce début de conquête. Nombre d'hommes soutenus par l'utopie, la propagande des chefs prestigieux, dotée d'une puissance en matériel inégalée guette le lever du jour, afin de porter l'estocade définitive. Peut-être quatre heures du matin, des rafales dissuasives, chars, mitrailleuses braquées sur nous. La poignée de survivants que nous sommes, plus les blessés, levons les bras afin de nous rendre. Pierre Daure un garçon ayant voulu résister jusqu'à la fin reçoit une balle entre les yeux. Désarmés, nous marchons parmi cette horde insensible, vers l'arrière front allemand. Rassemblés dans un champ, un colonel nous indique, les corps alignés, ceux que nous avons tués, dans un français impeccable, explique les pertes infligées, à son armée, nous dit que notre héroïsme, le fait nous considérer, division de fer, les honneurs nous sont rendus, au triste bilan du 117e 1 200 morts, un très grand nombre de blessés et prisonniers. La division a perdu en cet affrontement près de 8 000 soldats et officiers. L'âge était entre vingt deux ans et trente cinq ans, moi j'avais vingt quatre ans. Je ne sais pas en ces instants que cinq années de captivité sont à vivre (Stalag VIII C[9]), que d'autres risques restent à venir ! »

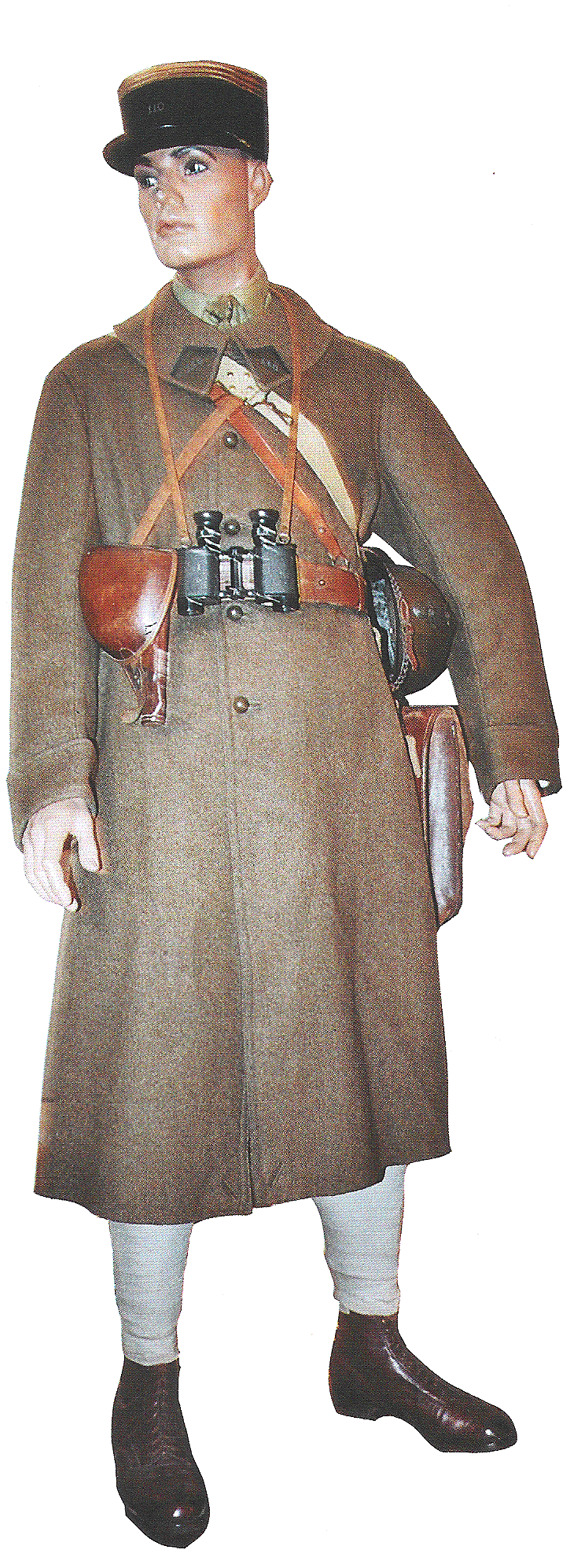
Officier français en 1940.
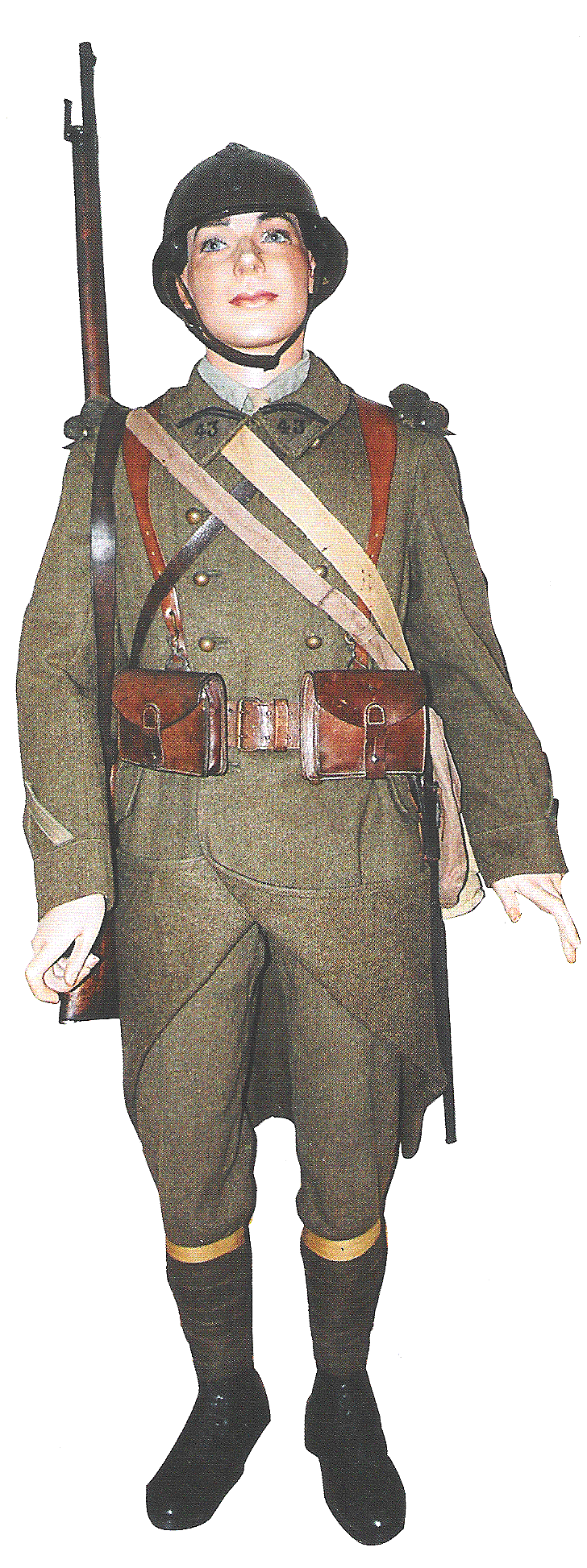
Fantassin français en 1940.

6 juin 1940 : après reddition faute de munitions, le régiment est dissous à Saint-Yrieix dans la Creuse.

##### 1945
Après cinq années de guerre, création du 3e bataillon à Poitiers le 16 janvier 1945 avec des éléments du régiment F.F.I. Bir-Hakeim début septembre 1944 à Angoulême et qui ont combattu les Allemands au nord de la poche de Rochefort en octobre 1944. Entretemps, ces éléments avaient provisoirement pris la dénomination de 1er bataillon du 107e RI. le 7 octobre 1944, puis celle du 3e bataillon du 80e RI. le 1er janvier 1945. Stationné à Saintes puis à la Rochelle et aux environs, le 3e bataillon du 117e RI part le 24 octobre 1945 pour Vincennes où il est dissous le 31 octobre 1945.

#### Depuis 1945
Reconstitué le 17 avril 1956, il part dès le 5 mai en Algérie ; il y restera près de sept ans. Il appartient au 23e corps d'armée, 20e division d'infanterie.
Au cessez-le-feu du 19 mars 1962 en Algérie, le 117e RI constitue, comme 91 autres régiments, les 114 unités de la Force locale. Le 117e RI forme une unité de la Force locale de l'ordre algérienne, la 462e UFL-UFO, composé de 10 % de militaires métropolitains et de 90 % de militaires musulmans, qui pendant la période transitoire devaient être au service de l'exécutif provisoire algérien, jusqu'à l'indépendance de l'Algérie (Accords d'Évi an du 18 mars 1962).
1er janvier 1963 : 6e dissolution du 117e dont les 1er et 2e bataillon sont intégrés au 41e RI au camp de la Lande d'Ouée et le 3e constituent une partie du 126e RI de Brive-la-Gaillarde.

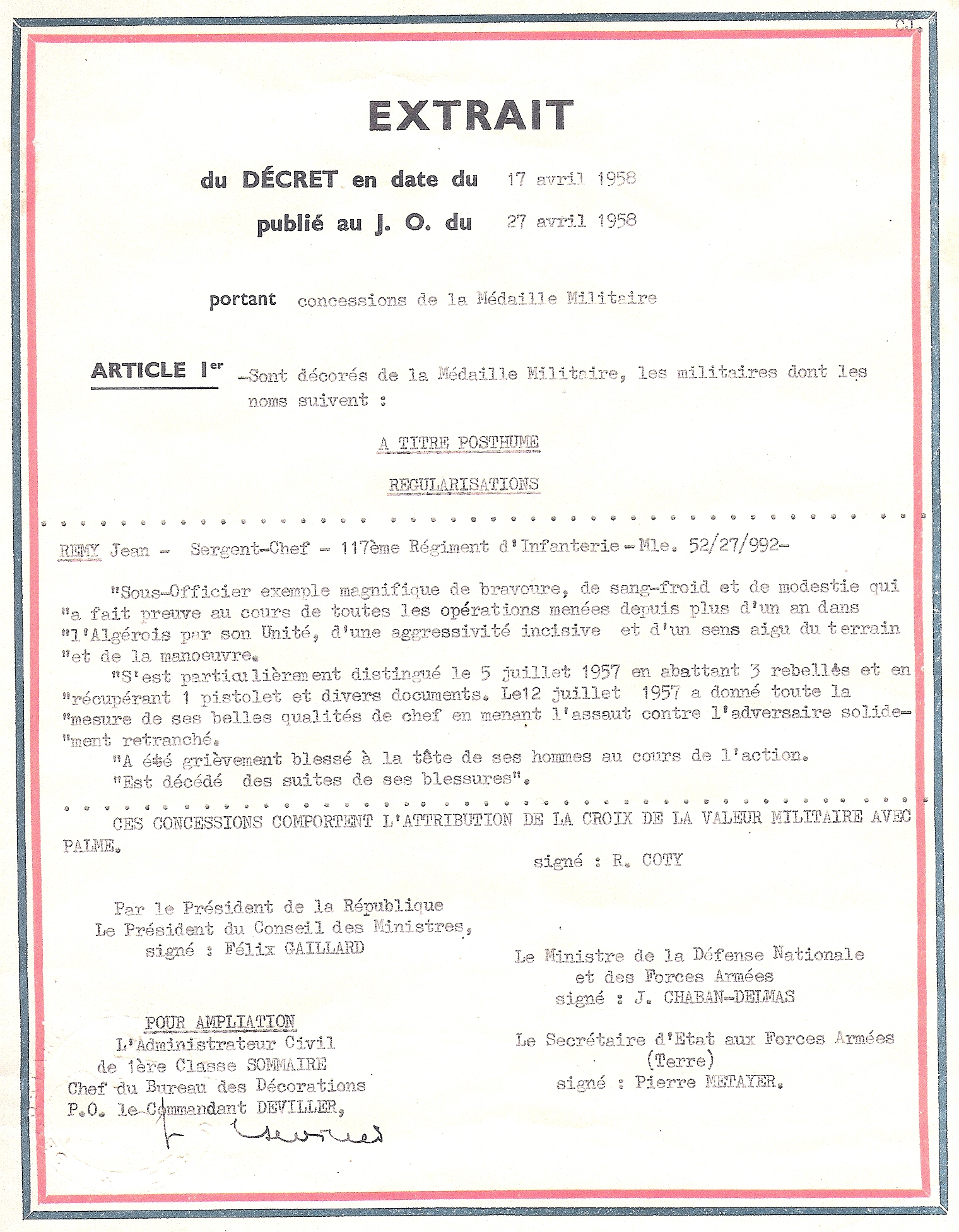
Décret d'attribution de la Médaille militaire du Sgt/chef Jean Rémy.
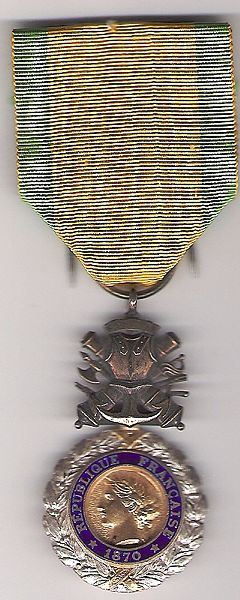
Médaille militaire du Sgt/chef Jean Rémy.
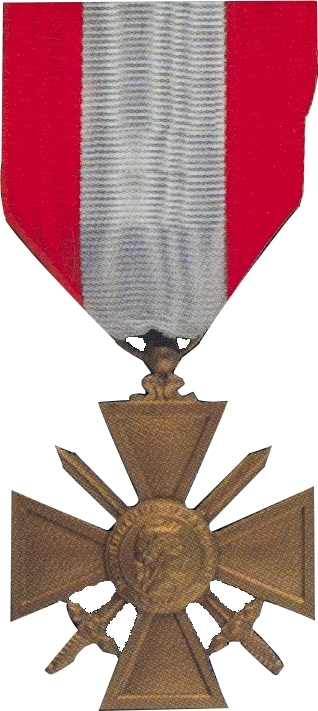
Croix des T.O.E du Sgt/chef Jean Rémy.
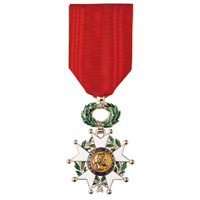
Croix de chevalier de la légion d'honneur du Lt Jacques Blanchard.

Créé le 1er septembre 1963 par simple changement de dénomination du 2e bataillon du 41e RI émanant lui-même du II/117e le 1er février 1963.
Le 117e BI devient le 117e régiment d'infanterie le 1er mars 1964 et stationné au quartier Mac-Mahon de Rennes (P.C et C.C.S), et au camp de la Lande d'Ouée (1er et 2e compagnies. Groupement d'instruction).

1er juillet 1968 : dissolution la majeure partie de ses cadres et de ses unités serviront à la constitution du 41e RI d'un type nouveau.
Recréé en 1970 au Mans il devient régiment de réserve des forces du territoire il fait partie depuis cette date des unités mobilisables.
- 9 août 1972 le drapeau rejoignant la caserne Chanzy au Mans.

- Mis sur pied jusqu'en 1978 par le C.M 117 (caserne chanzy) le Mans.
- Le 1er janvier 1979 le régiment entre dans la composition de la 109e division d'infanterie : division dérivée par la 9e division d'infanterie de marine.
- Le 117e est composé à 85 % de réservistes, est, depuis 1979, basé au sein du 2e RI.Ma corps dérivant. À la caserne Chanzy depuis 1980, il sera implanté au camp d'Auvours dans le courant de l'année 1990.
- En 1986, la 109e DI est restructurée en 109e brigade de zone.
- En 1992 dans le cadre du plan « Armée 2000 » en 109e brigade régionale de défense.
- 11 décembre 1993 : au quartier Foch de Rennes, le chef de corps du 117e le lieutenant-colonel Loridan remet le drapeau au général commandant la 109e brigade régionale de défense.
- 1er janvier 1994 : 8e dissolution officielle du 117e Régiment d'Infanterie.

Les anciens du 1er bataillon en Algérie.
Le samedi 7 mai 2011 rassemblement au Mans des appelés et rappelés du 1/117e RI qui sont partis de la caserne Chanzy le 3 mai 1956.
Cérémonie religieuse en l'église Saint-Pavin puis un dépôt de gerbes parc Théodore Monod (ancienne caserne Chanzy). Voir photos ci-dessous.

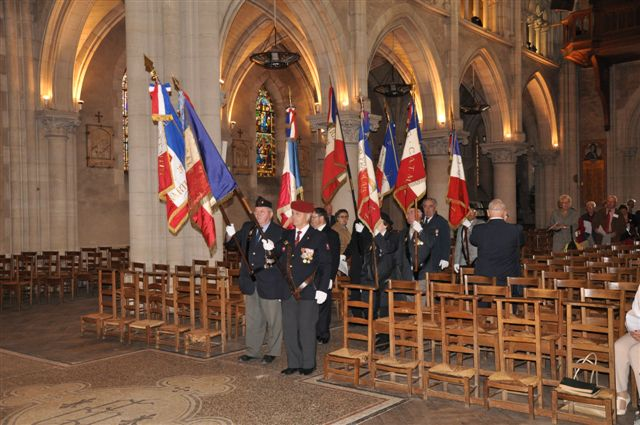
Porte-drapeaux dans l'église Saint-Pavin du Mans.
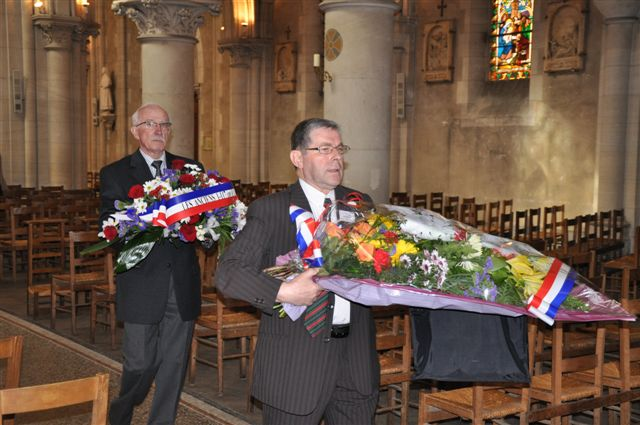
Michel Pocard, président de l'amicale du RI., dans l'église Saint-Pavin du Mans.
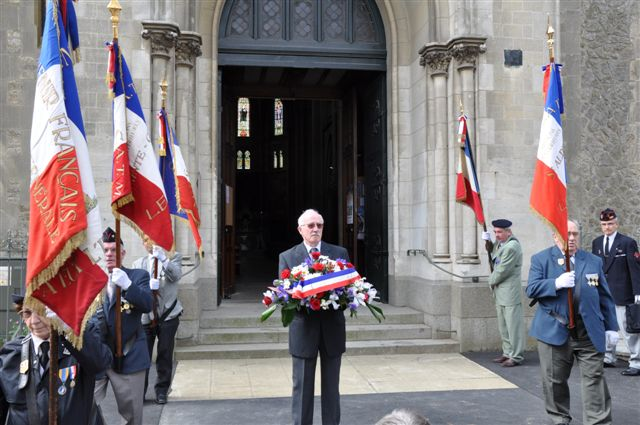
Antoine Menet, ancien du bataillon, devant l'église Saint-Pavin au Mans.
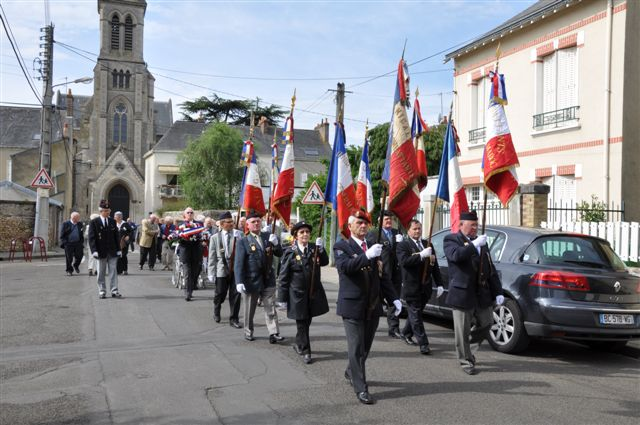
Sortie de l'église des porte-drapeaux.
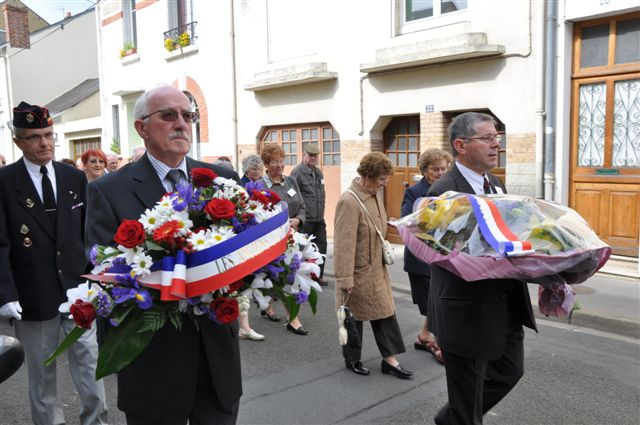
Antoine Menet, puis Michel Pocard, président de l'amicale du RI.
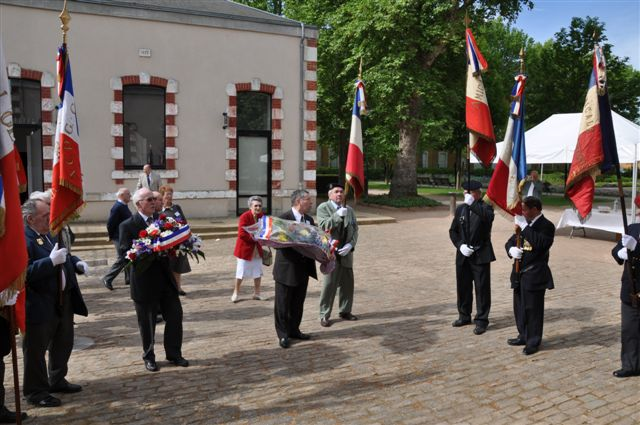
Remise de gerbes devant les plaques commémoratives.
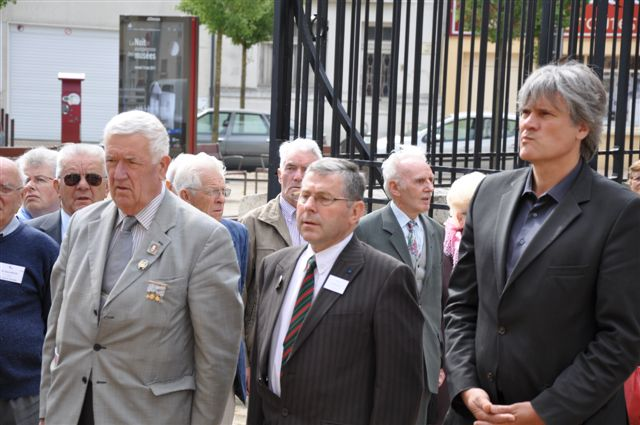
À gauche, Jean-Jacques Caffieri, délégué général du Souvenir français de la Sarthe ; au centre, Michel Pocard, président de l'amicale du RI., ainsi que Stéphane Le Foll, député européen, maire adjoint du Mans, à droite de la photo.
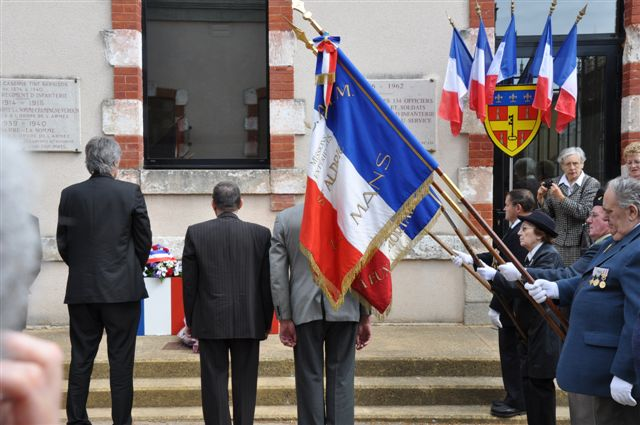
Devant les plaques commémoratives du RI.
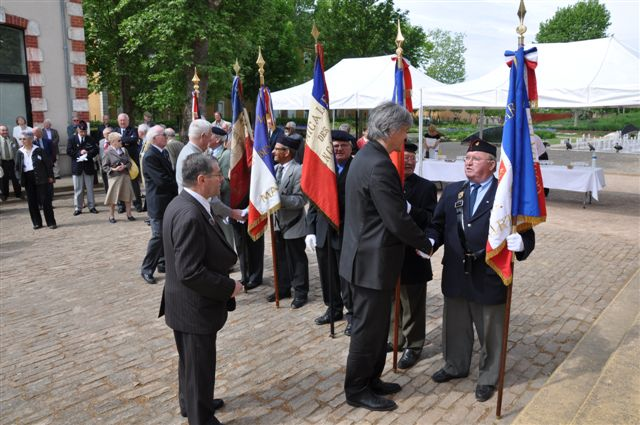
Les porte-drapeaux.
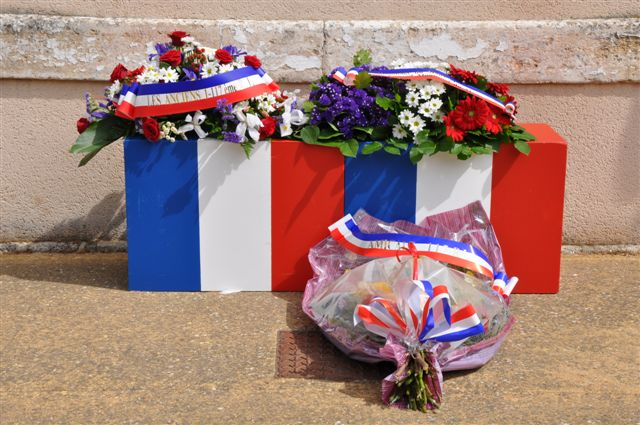
Gerbes devant les plaques.
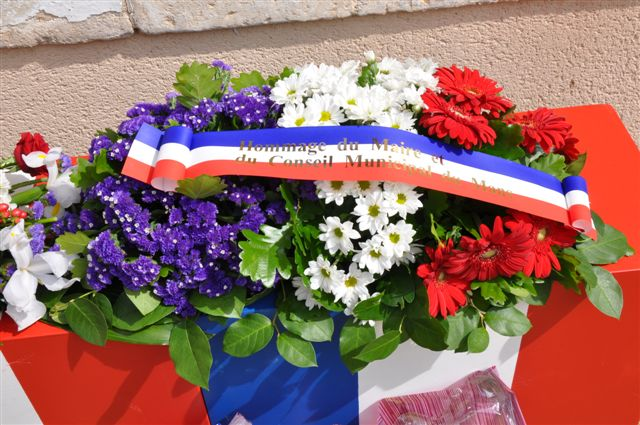
Gerbe du maire puis du conseil municipal du Mans.

## Inscriptions portées sur le drapeau du régiment
Les noms de huit batailles s'inscrivent en lettres d'or sur le drapeau, ainsi que l'inscription A.F.N, :
- Tudela 1808
- Saragosse 1809
- Lérida 1810
- Tarragone 1811
- Verdun 1916
- Les Monts 1917
- La Marne 1918
- Mézières 1918
- AFN 1952-1962

## Décorations
Le 30 novembre 1918 il reçoit la fourragère aux couleurs du ruban de la Croix de guerre 1914-1918. (par ordre no 139 F Maréchal Pétain)
Sa cravate est décorée de la Croix de guerre 1914-1918.
- Une citation à l'ordre du corps d'armée (11 juillet 1917) (étoile de vermeil)
- Une citation à l'ordre de l'armée (22 novembre 1918) (palme)
- Une citation à l'ordre de l'armée (30 novembre 1918) (palme)

Citations obtenues par les unités du régiments :
- Citation à l'ordre de l'armée pour la 2e compagnie (4 novembre 1917)
- Citation à l'ordre de l'armée pour la 3e section de la 1re compagnie (4 novembre 1917)
- Citation à l'ordre de l'armée pour la 6e compagnie (ordre général de la 4e armée)

- 1939-1940 une citation à l'ordre de l'armée.

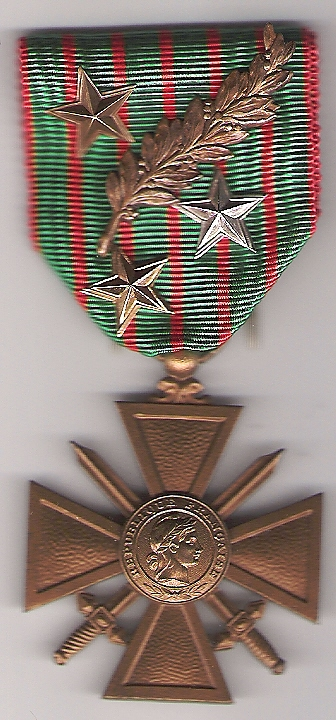
Croix de guerre 1914-1918
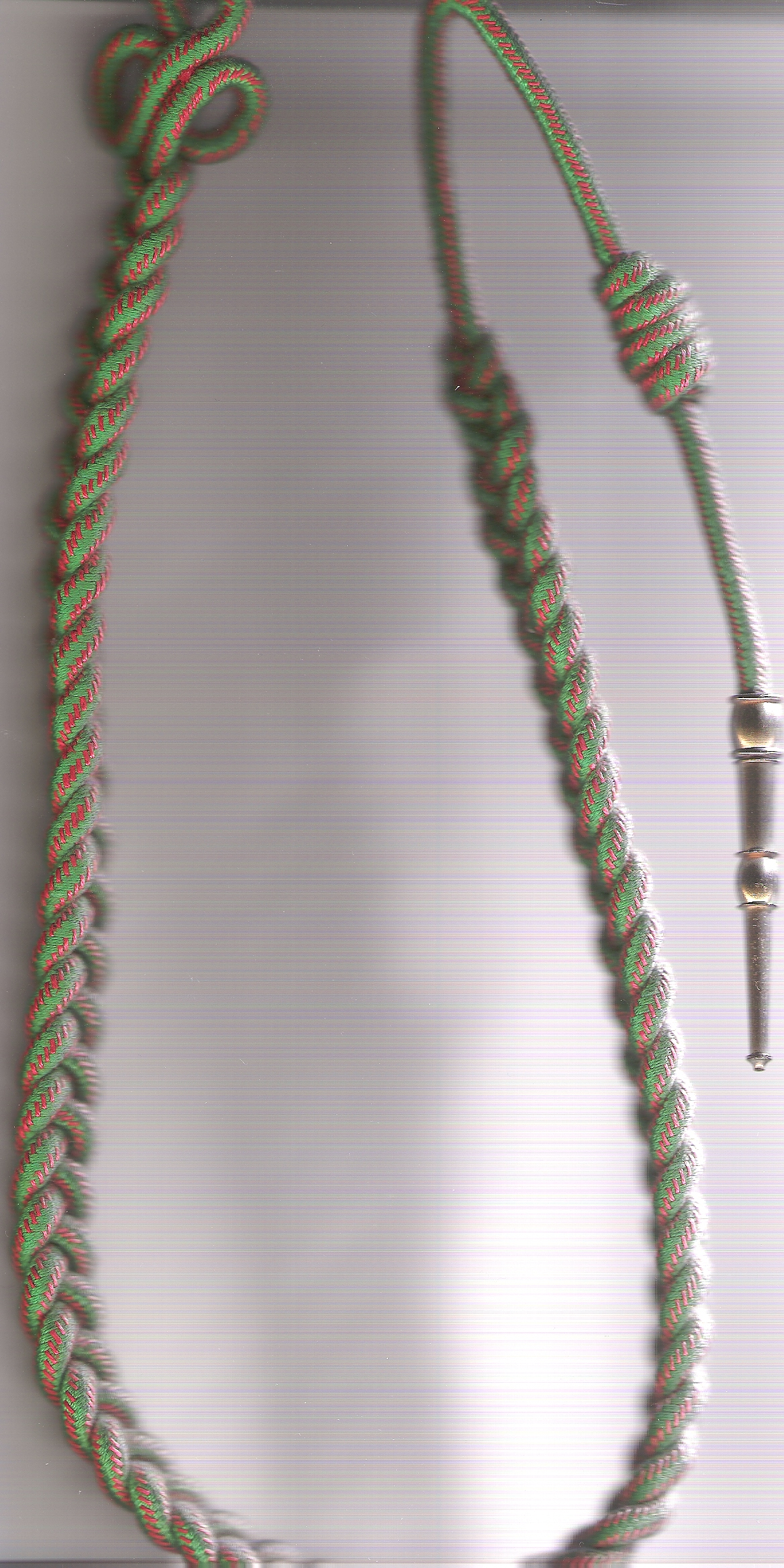
Fourragère aux couleurs du ruban de la croix de guerre 1914-1918

## Devise
La devise du régiment est « En avant, toujours en avant ! ».

## Insigne
L'insigne du régiment est un écu ovale d'azur rayonnant à un aigle au vol abaissé de sable, posé sur une terrasse du même et chargé d'un écusson de pourpre au lion d'or. En bordure de cet écu se trouvent les inscriptions « 117e RI. » et « en avant toujours en avant ».

## Personnalités ayant servi au117eRI
- Jacques-Antoine de Chambarlhac de Laubespin (1754-1826), lieutenant-colonel à la 117e demi-brigade de première formation
- Maurice de Brunhoff (1861-1937), éditeur.
- Octave de Sampigny (1869-1915), officier et royaliste de l'Action française.
- Edmond Louveau (1895-1973), résistant français, Compagnon de la Libération.

## Poème du régiment
| Poème du régiment |
| --- |
| Ayant servi l'Empire Sous l'aigle de l'empereur Illustrant ses drapeaux La gloire de ses victoires Austerlitz et Iéna Puis bien d'autres encore Lauriers dont la devise Inscrite en lettres d'or En avant toujours en avant Aiglons sans le savoir En brumaire trente sept Plus grognons que grognards Notre tissu civil Cuirassait nos défenses Au rougeoiement du feu Le fer devient docile Toucher le bon endroit Cette tendre recrue En inculquer l'honneur Servant mère patrie Que tous réapprenons En devenant soldat. |

## Fait d'armes du régiment
Lors de la campagne d'Espagne déclenchée par l'empereur en 1808 que le 117e, l'un des huit régiments napoléoniens engagés sur ce front, écrira les premiers pages de sa longue histoire. Le 21 février 1809, en rentrant les premiers dans Saragosse face à des Espagnols déchaînés que le 117e « gagnera » les fameux sigles que Napoléon Ier décernait à ses régiments d'élite.

## Caserne du Mans
La caserne Chanzy fut bâtie entre 1875 et 1878. Comme elle était implantée à la périphérie de la ville, des travaux furent entrepris dans l’année 1890 pour la relier au centre-ville. La rue Gambetta fut prolongée entre la place Saint-Pavin et la place semi-circulaire aménagée devant l'entrée de la caserne. De chaque côté de la grille d'entrée s'élevaient deux pavillons abritant la salle de garde et divers services. Trois corps de bâtiments enserraient la cour d'honneur. Abandonnée dans le courant de l'année 1990, un concours d'architecte fut lancé en 1999. La maîtrise d'ouvrage fut assurée par le Mans Métropole, la caserne fut démolie, hormis l'un des grands bâtiments qui a été réhabilité il accueille désormais des logements et une crèche. Puis les deux pavillons d'entrée ont été transformés en toilettes, bureaux (gardien) et salle d'exposition. À l'extérieur sur le mur de l'un des pavillons, en entrant dans le parc à droite se trouve actuellement les plaques commémoratives du 117e RI, de la Grande Guerre 1914-1918 de la Seconde Guerre mondiale 1939-1945 puis de la Guerre d'Algérie 1952-1962. Des paysagistes ont remodelé le site en un magnifique jardin public ouvert sur 2,1 hectares puis de 4 500 m2 de pelouse, quatre bassins d'eau et jets d'eau, il fut réalisé en 2001, sous le nom du Parc Théodore Monod, Il fut ouvert en avril 2002.Il est envisagé de mettre une plaque explicative sur l'existence du 117e RI sur ces lieux à l’entrée du parc.

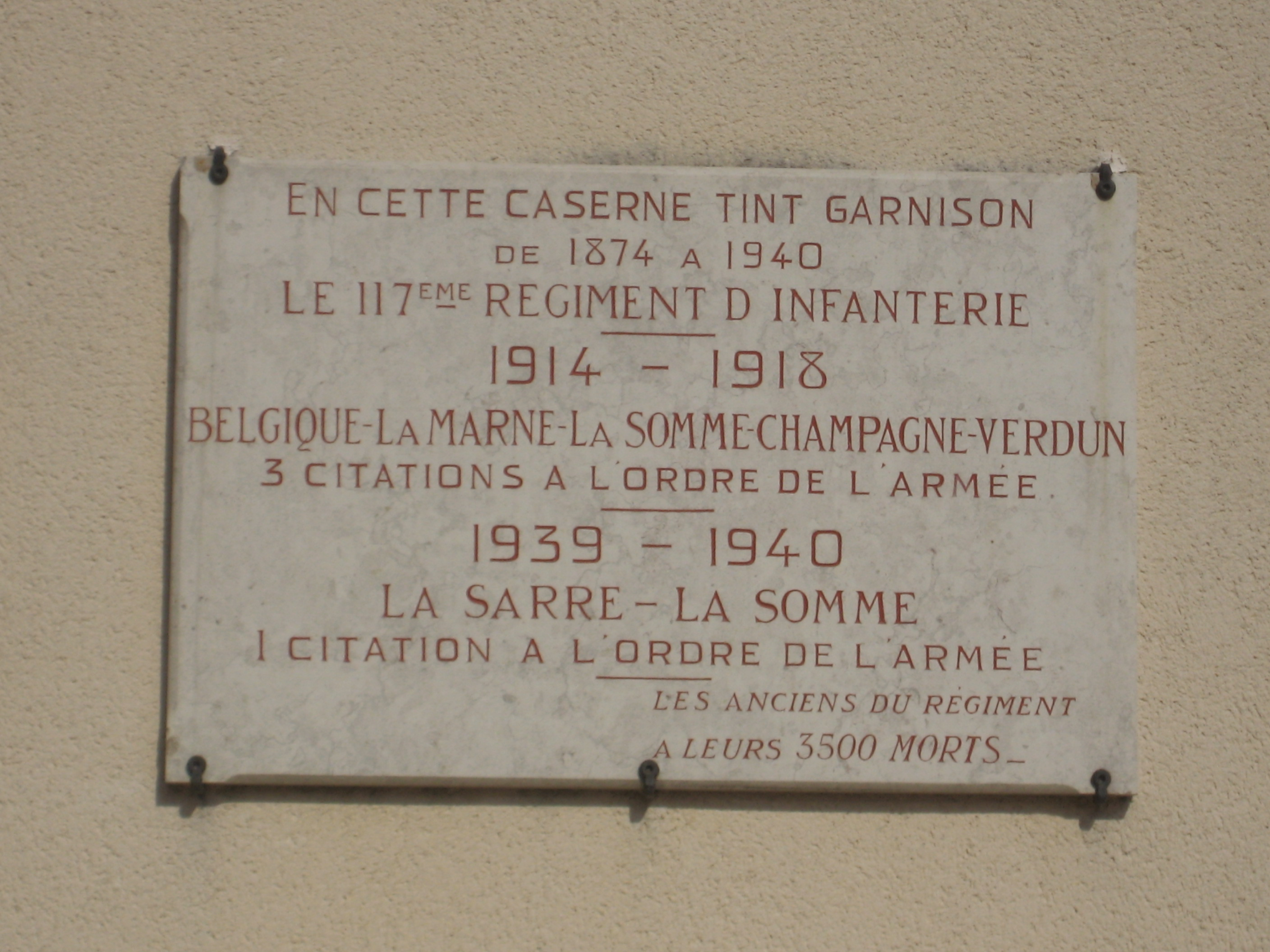
plaque commémorative de 1914-1918, 1939-1940 RI.
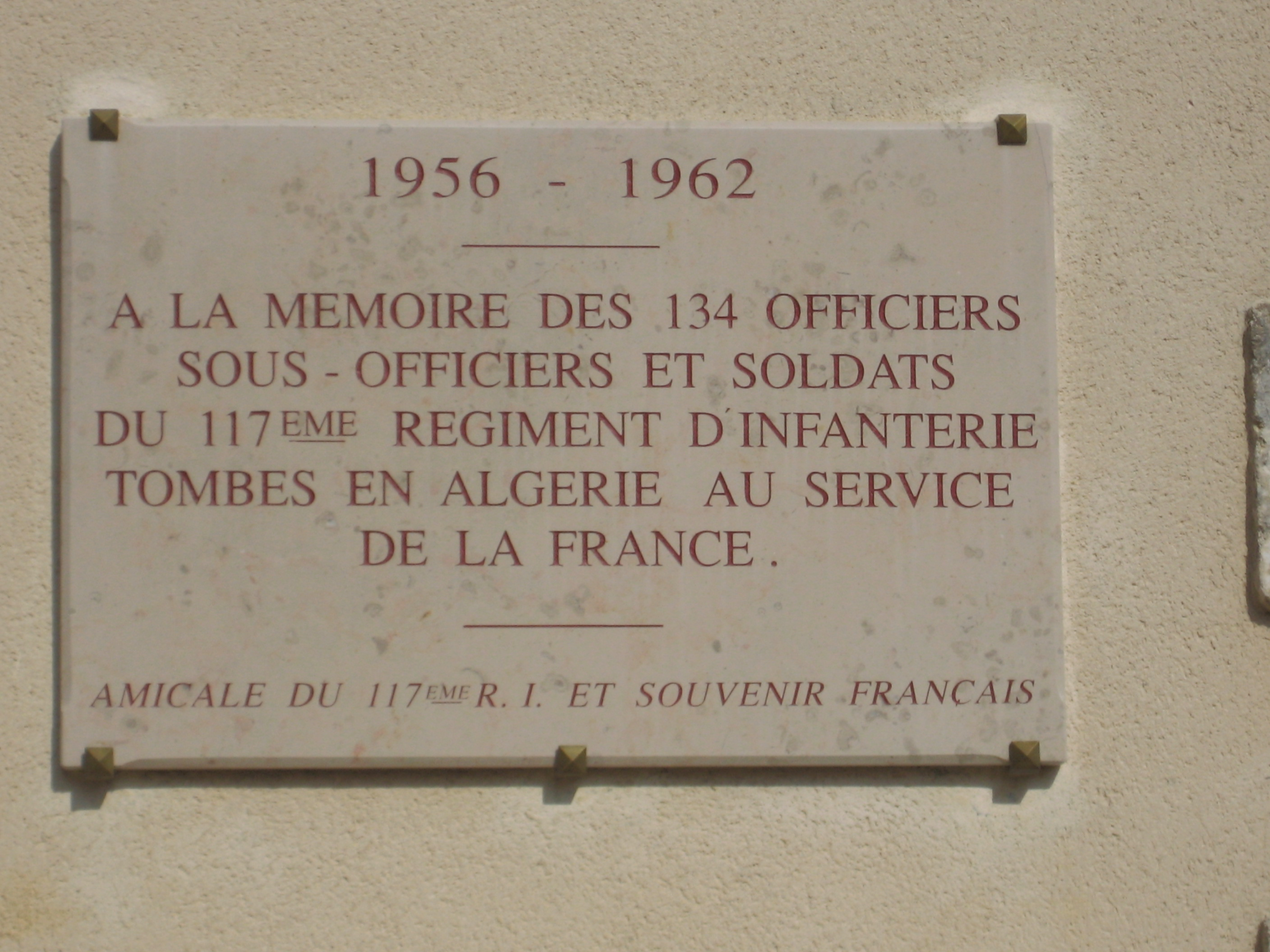
plaque commémorative de 1956-1962 (Algérie) RI.
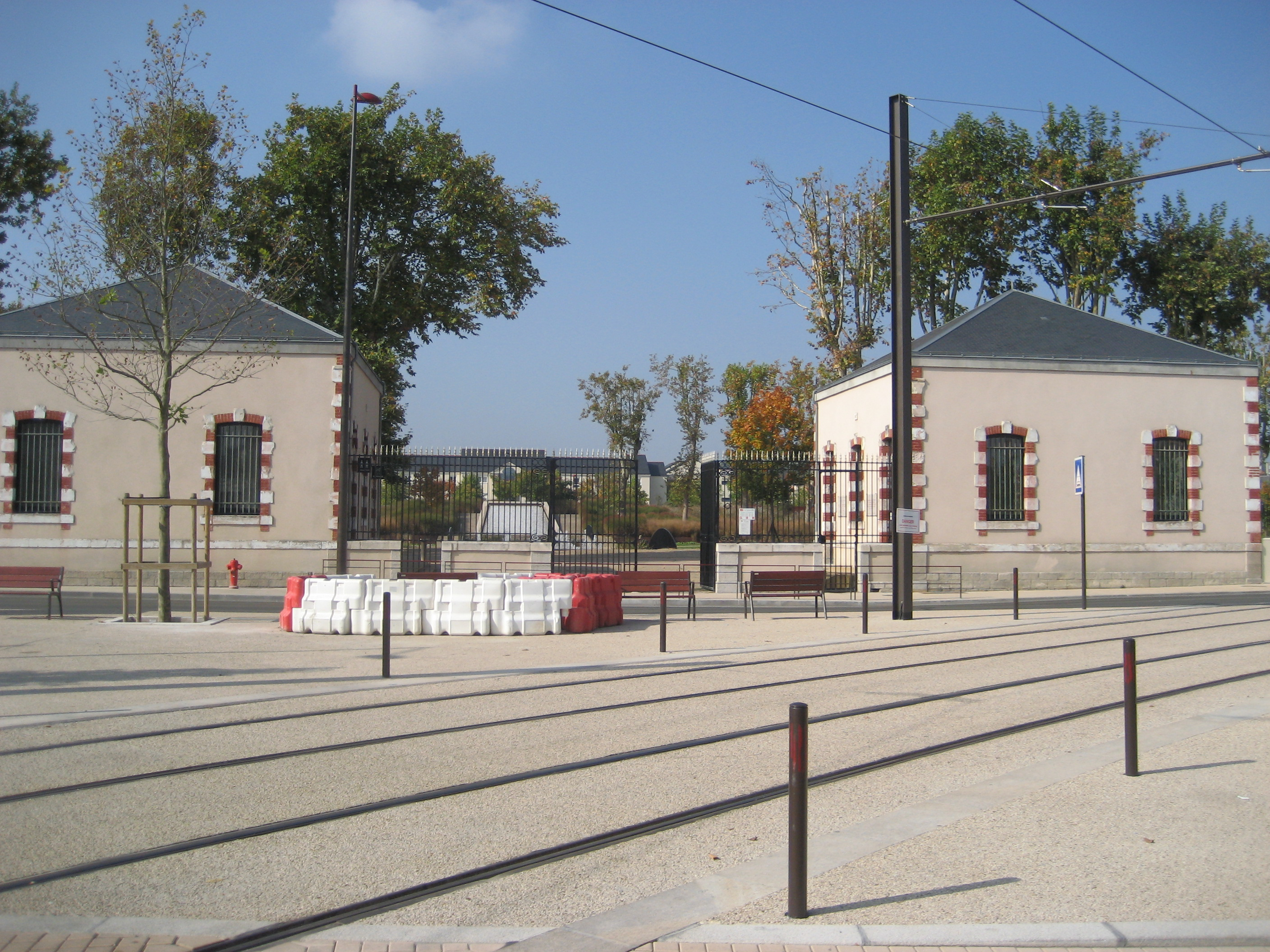
ancienne caserne Chanzy du RI maintenant parc Théodore Monod le Mans.
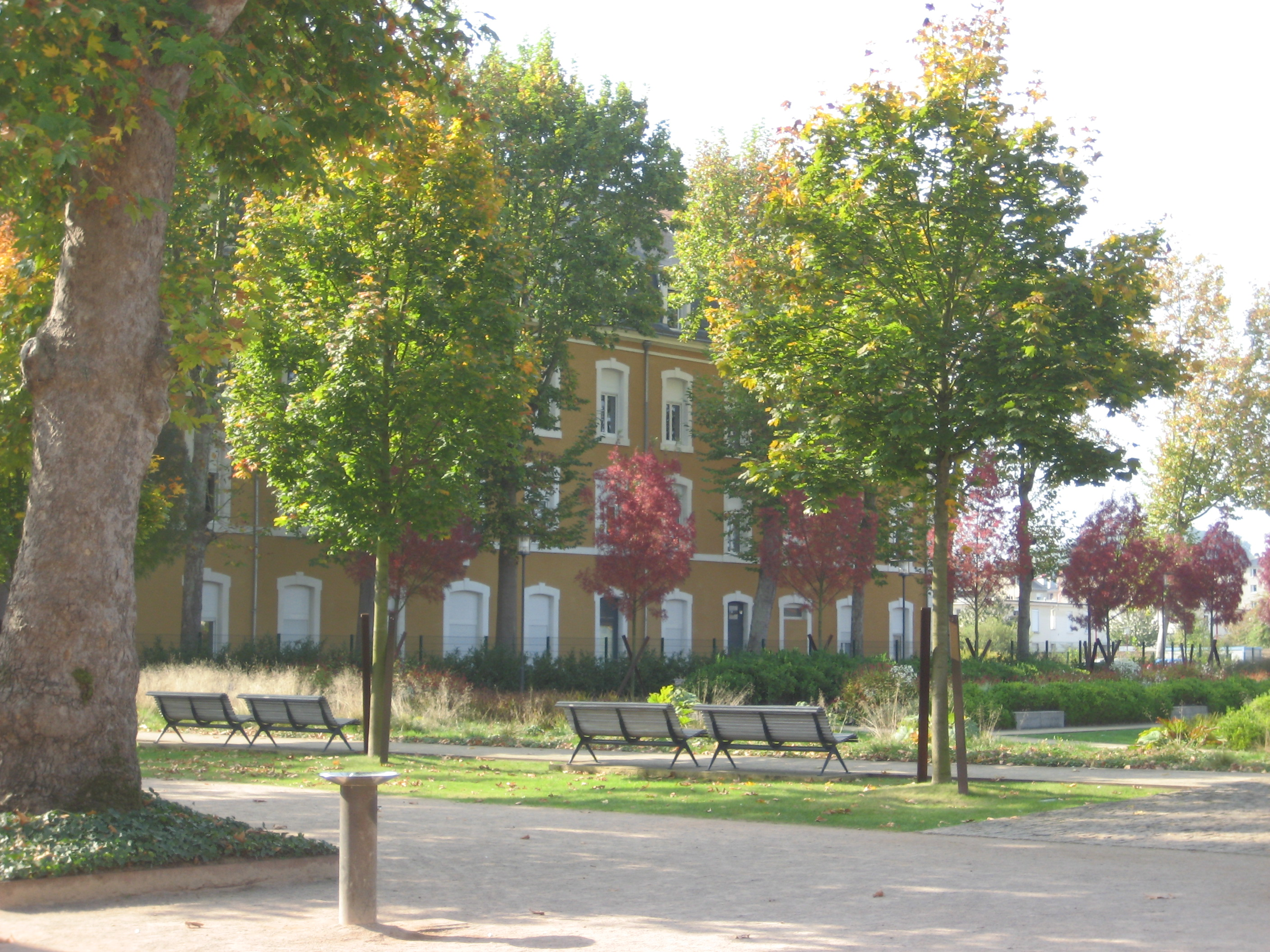
ancien bâtiment du RI qui a été réhabilité, il accueille désormais des logements et une crèche.
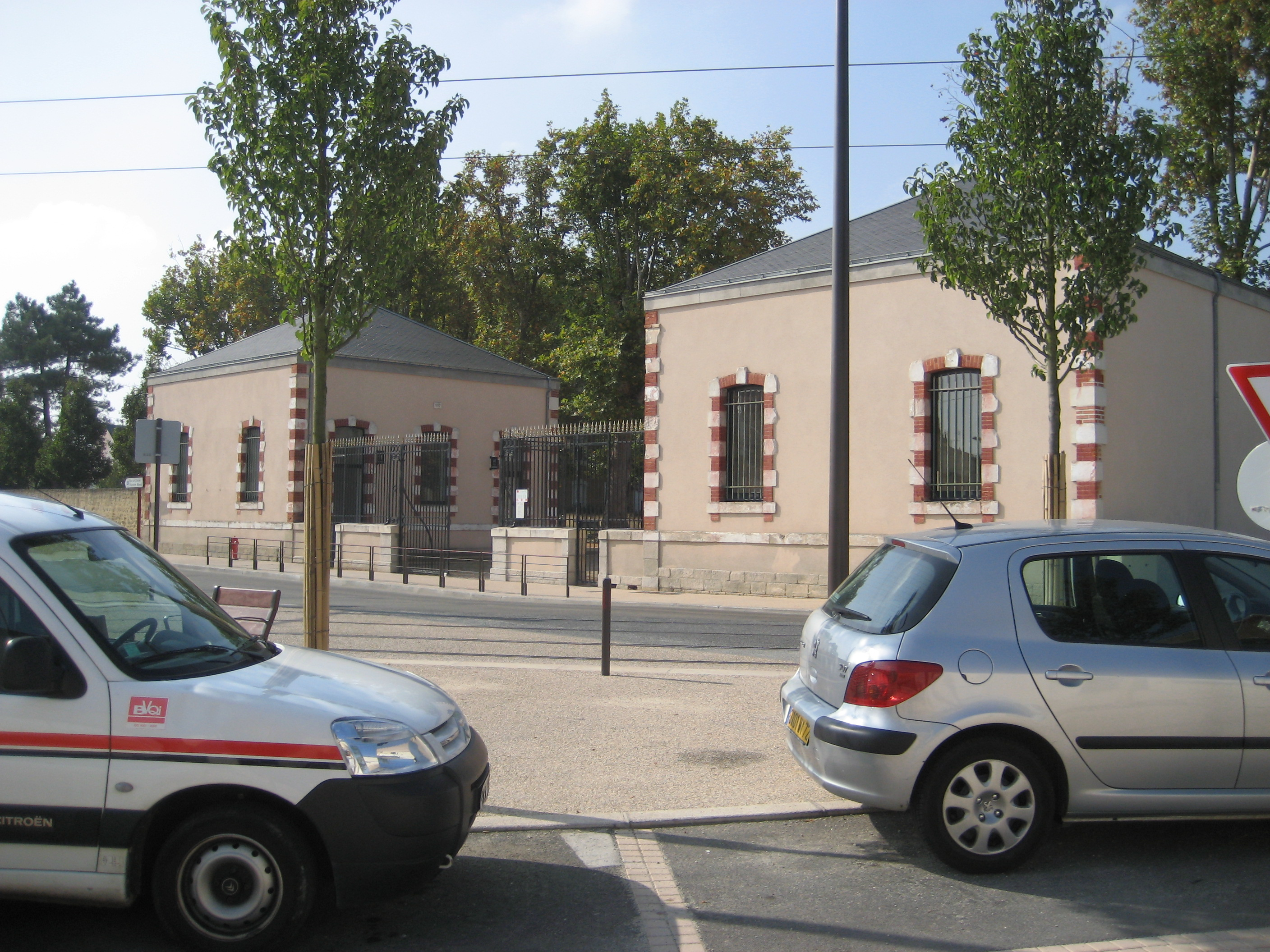
l'entrée de l'ancienne caserne RI le Mans le 6 octobre 2007.
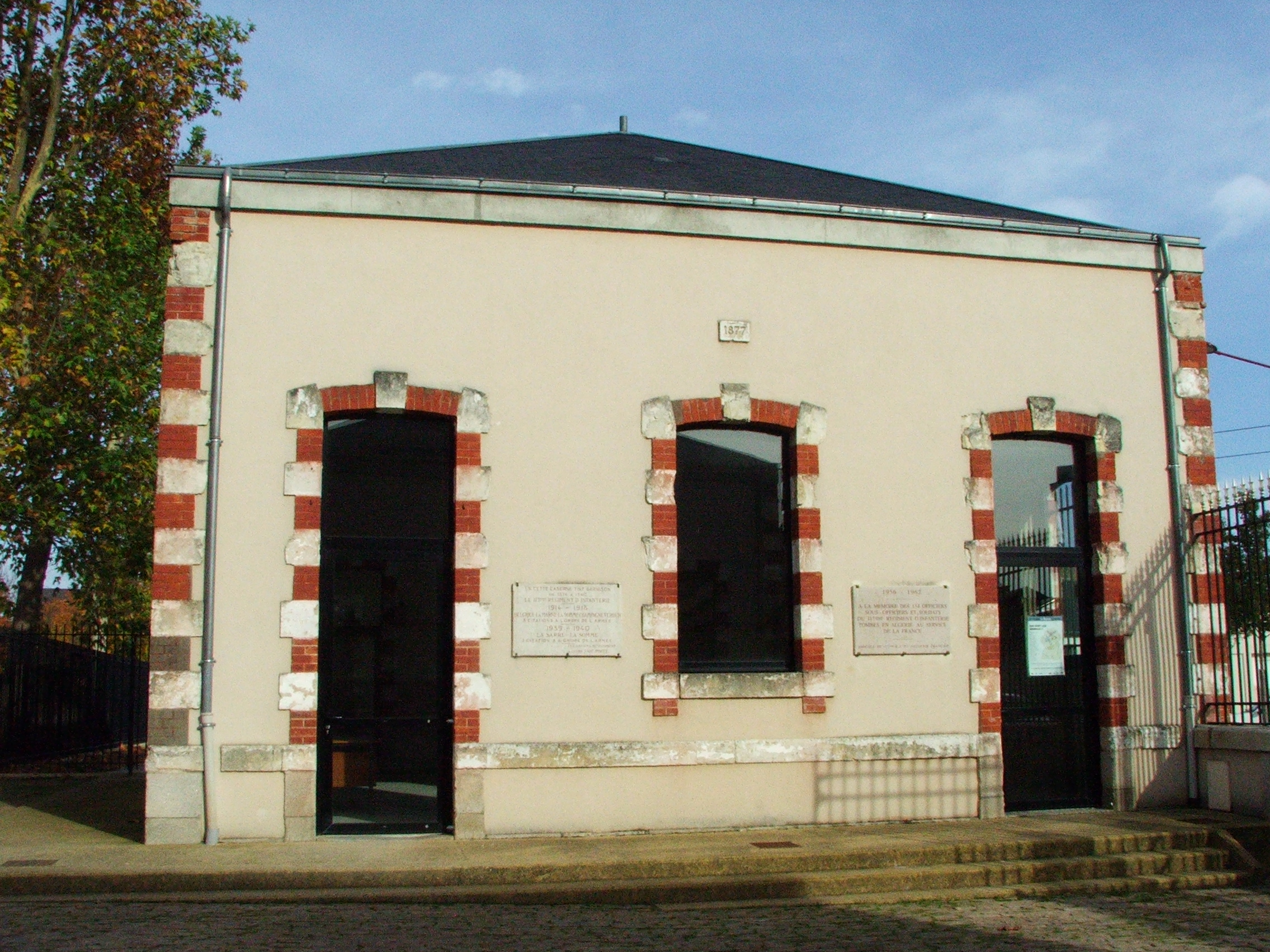
ancien poste de garde.
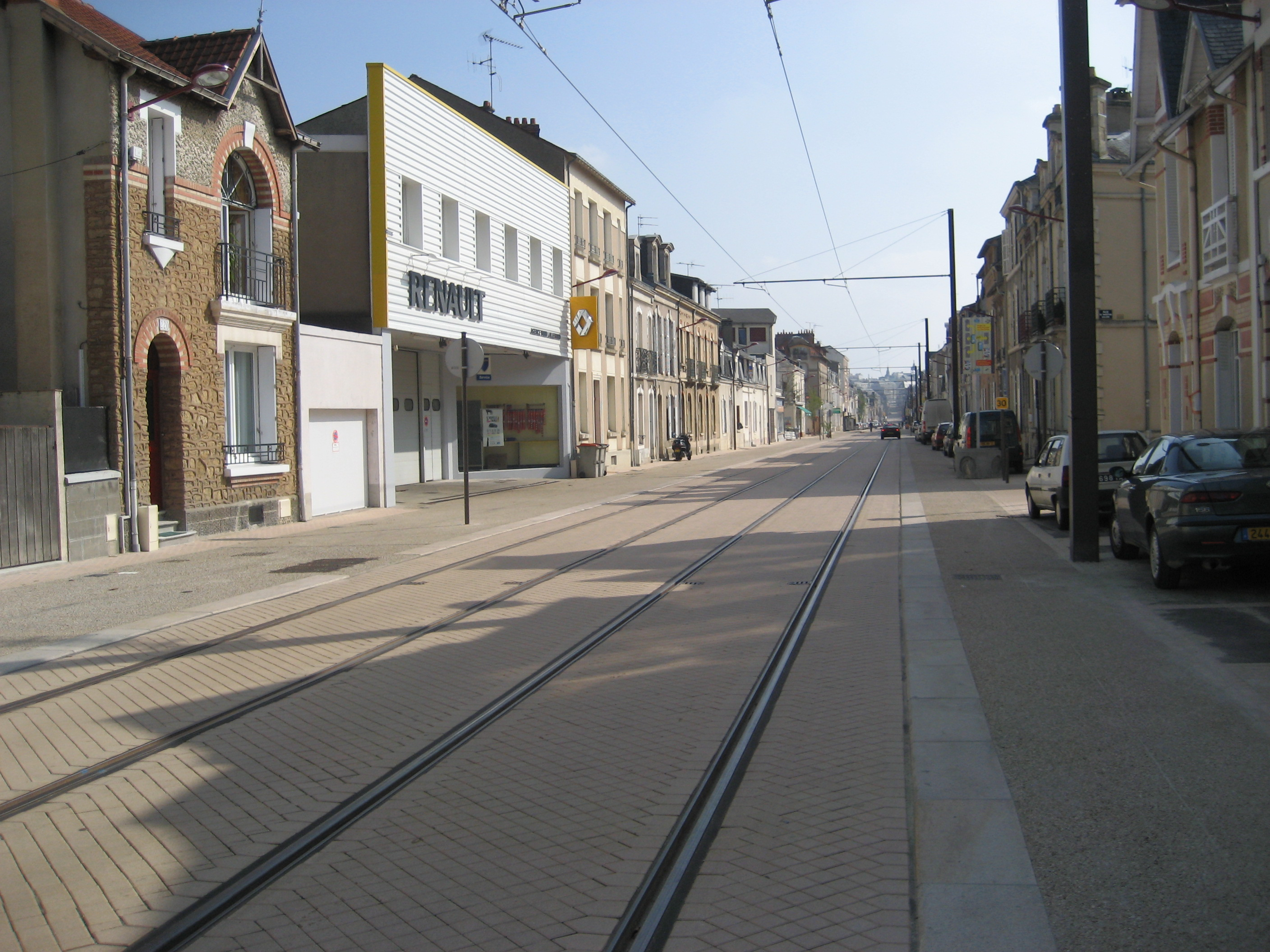
Ligne du Tram rue Gambetta.
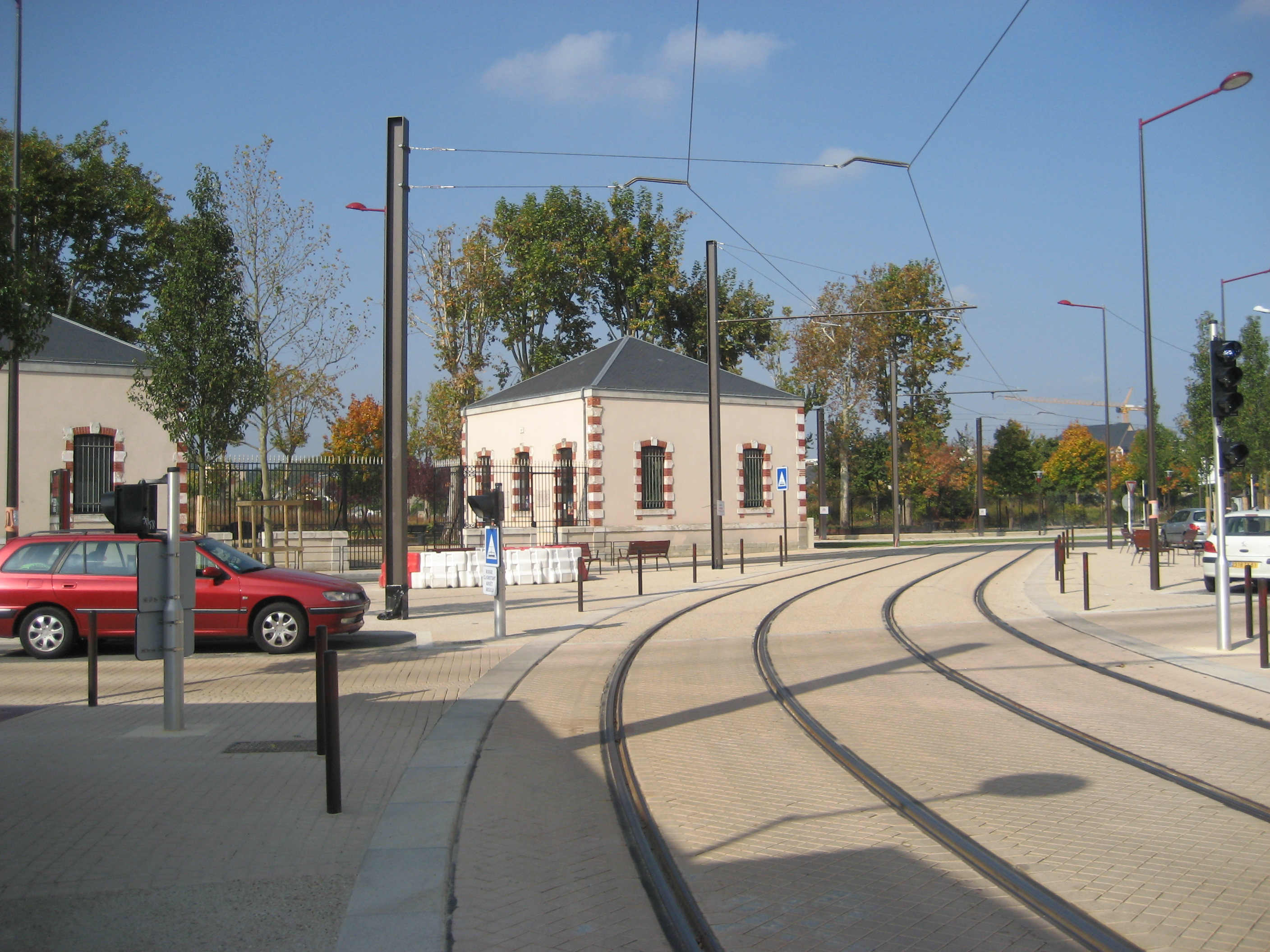
Ligne du Tram place du RI.
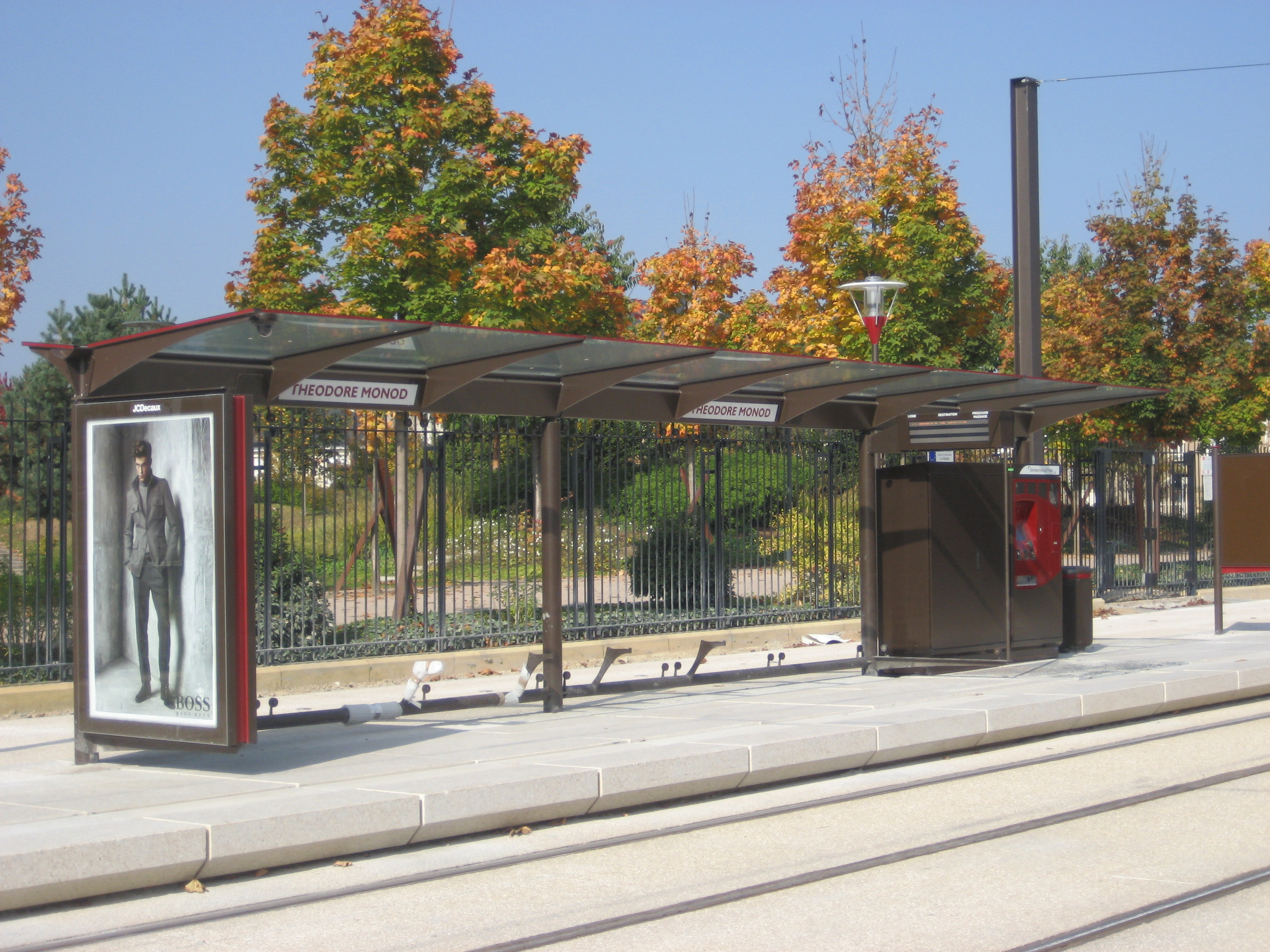
Station de Tram Théodore Monod au Mans.

## Sources et bibliographie
- Recherche :par le commandant Pocard Michel ancien du 117e RI, président de l'amicale du même régiment au (Mans). Revue de l'organe de l'amicale des 115e, 315e, 117e, 317e, 271e RI fondée en 1915, dans les tranchées par le sergent R.Clain, du 115e, au secteur des marquis.
- La vie Militaire dans la Sarthe 1900-1920 (André Ligné, éditions Alan Sutton 8, rue du Docteur Ramon 37540 Saint-Cyr-Sur-Loire
- Charles Durand : Historique du 117e régiment d'infanterie de ligne
- Historiques des corps de troupe de l'armée française (1569-1900)

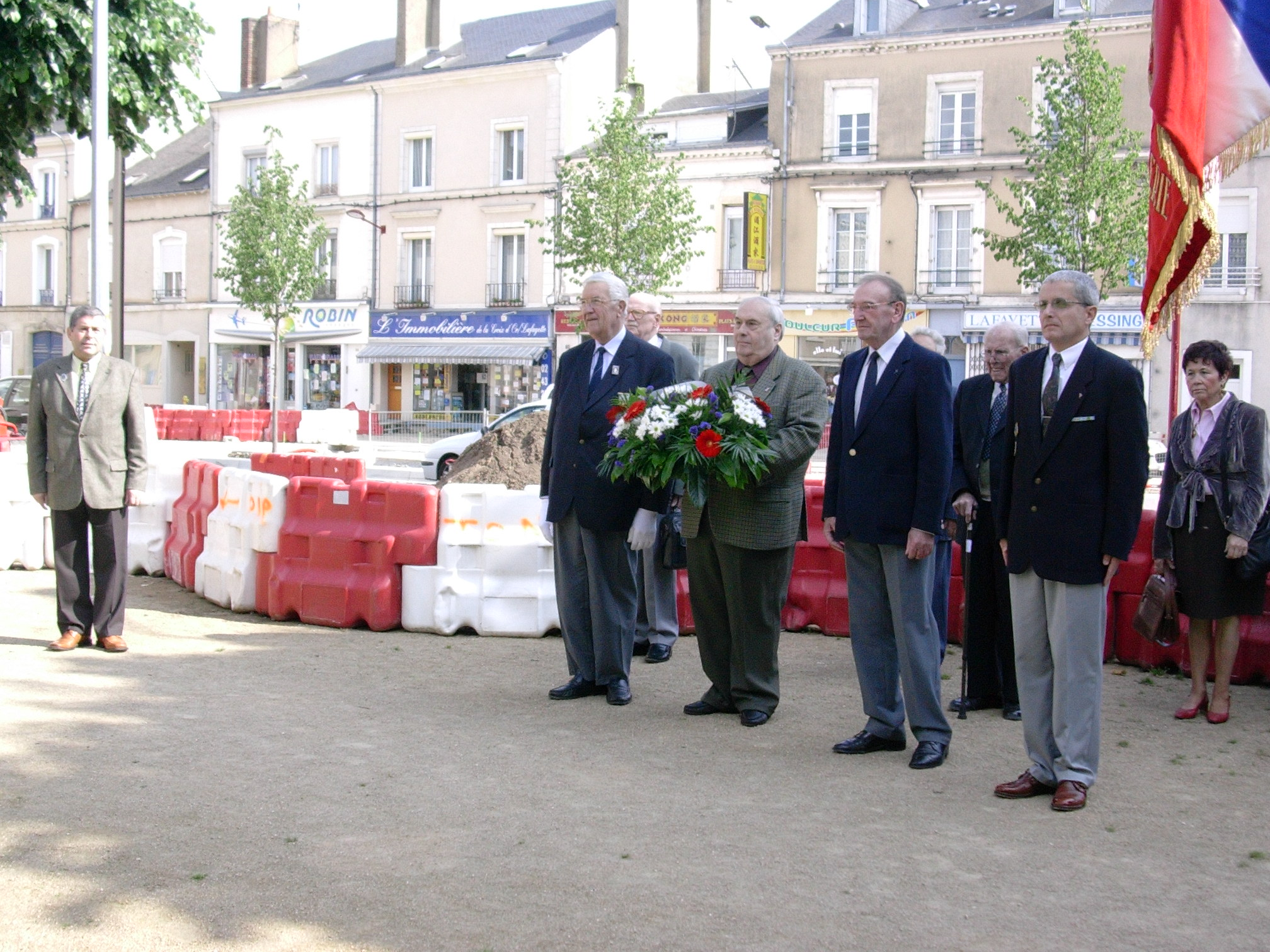
Commandant Pocard M. (à gauche de la photo) président de l'amicale du, le 20 mai 2007 au Mans.
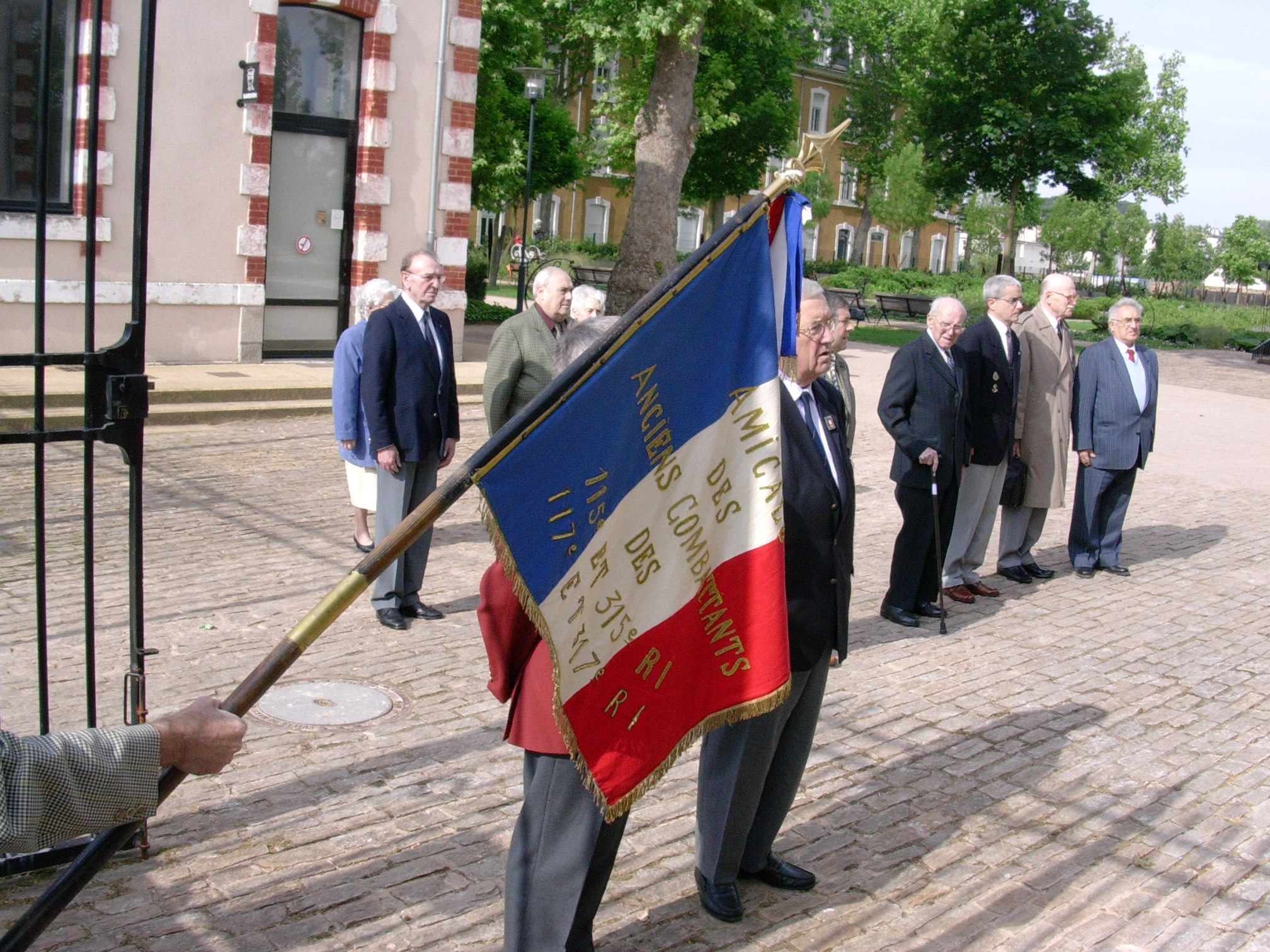
porte drapeau des RI ancienne caserne Chanzy RI le Mans le 20 mai 2007.
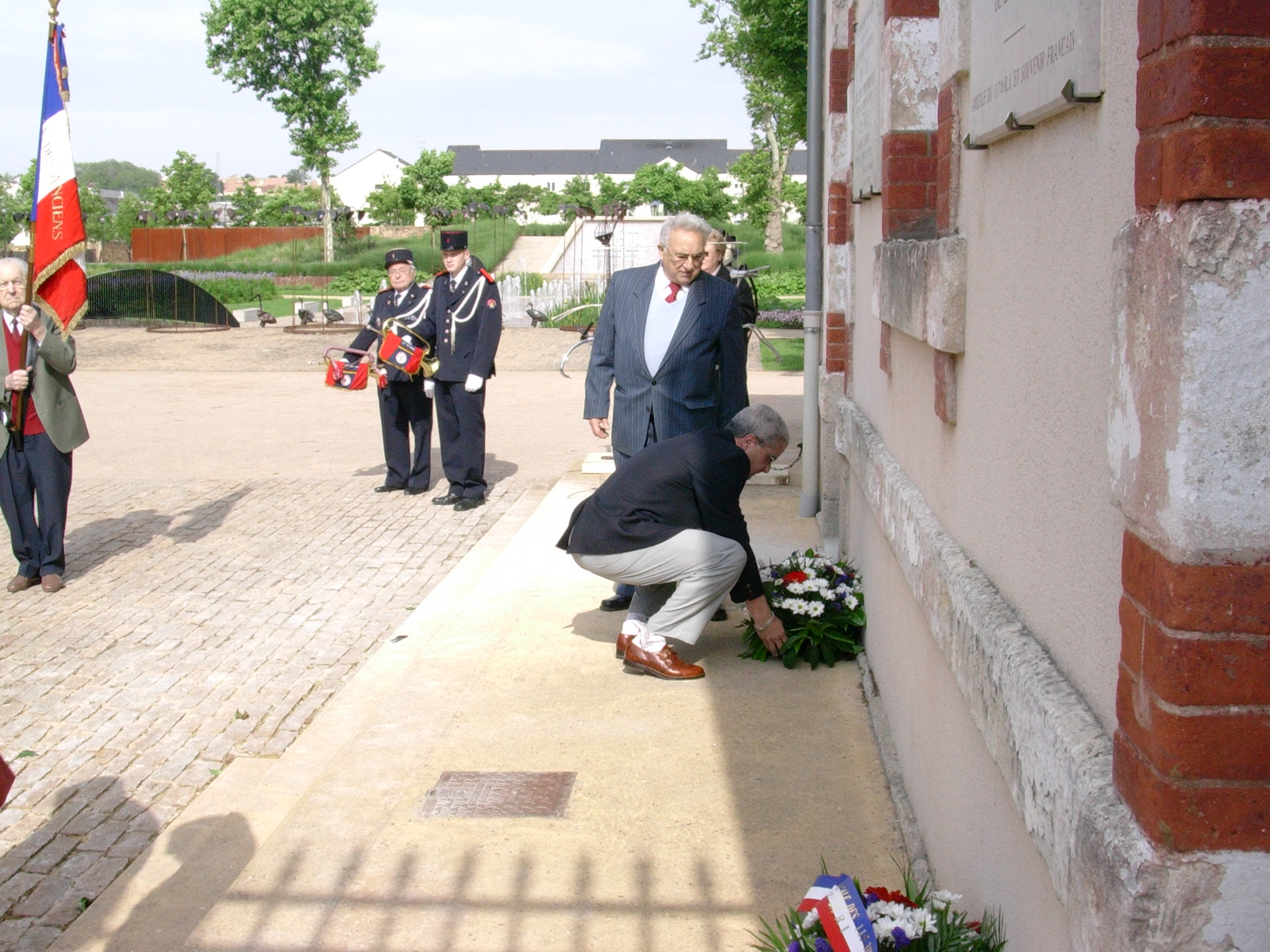
Remise de gerbes devant les plaques commémoratives ancienne caserne Chanzy RI au Mans le 20 mai 2007.
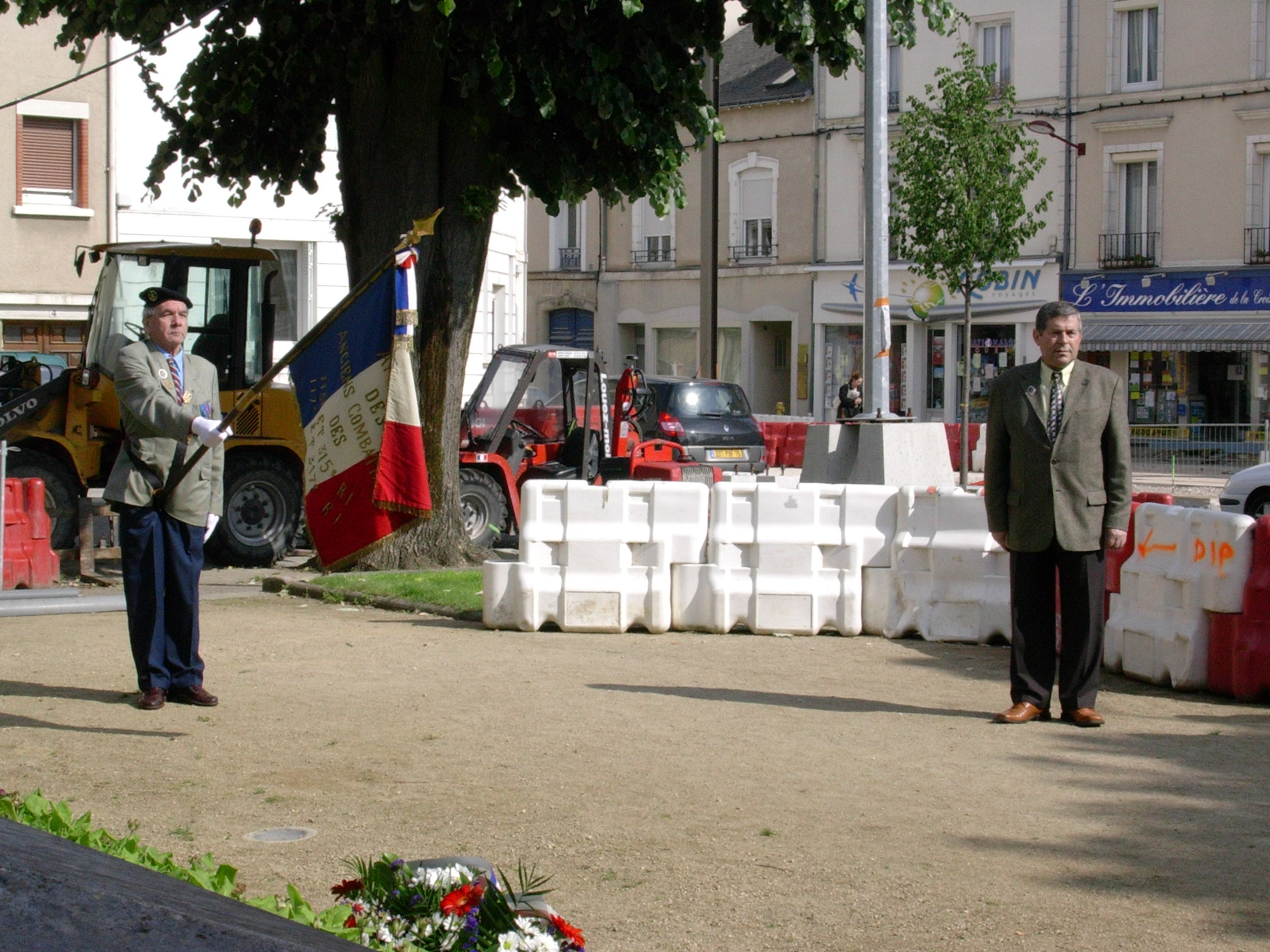
Porte drapeau des anciens combattants des RI au monument Lafayette le Mans le 20 mai 2007.